# Derby calcistici in Emilia-Romagna

Bandiera dell'Emilia-Romagna

I derby calcistici in Emilia-Romagna sono gli incontri di calcio che vedono opporsi due società che hanno sede in Emilia-Romagna.
Nelle categorie professionistiche calcistiche italiane si contano moltissime storiche partite tra le squadre emiliano-romagnole: in molti casi si tratta di incontri che riflettono un'accesa rivalità tra tifoserie e le rispettive città.

## Derby giocati in Serie A
Quanto segue è un elenco di tutti i derby calcistici dell'Emilia-Romagna giocati in Serie A.

### Bologna-Parma
Il derby tra Bologna e Parma, detto derby d'Emilia, è la gara che mette di fronte le due squadre più blasonate della regione nonché con più presenze nella Serie A a girone unico e nelle coppe europee, avendo vinto sette scudetti e tre Coppe Italia la compagine felsinea, e tre Coppe Italia, una Supercoppa italiana, una Coppa delle Coppe, due Coppe UEFA e una Supercoppa UEFA il sodalizio ducale.
Le sfide tra le due squadre si sono svolte quasi tutte in Serie A e Serie B, benché la prima sfida in assoluto in campionato sia avvenuta in Serie C1, cioè quando il Bologna disputò il primo dei tre campionati di terza serie.

#### I precedenti in gare ufficiali
Statistiche aggiornate al 22 febbraio 2025.
| Livello               | Competizione          | Incontri | Vittorie Bologna | Pareggi | Vittorie Parma | Gol Bologna | Gol Parma |
| --------------------- | --------------------- | -------- | ---------------- | ------- | -------------- | ----------- | --------- |
| 1°                    | Serie A               | 40       | 13               | 16      | 11             | 45          | 39        |
| 2°                    | Serie B               | 6        | 1                | 3       | 2              | 4           | 5         |
| 3°                    | Serie C1              | 2        | 0                | 2       | 0              | 3           | 3         |
| Totale nei campionati | Totale nei campionati | 48       | 14               | 21      | 13             | 52          | 47        |
| Coppa Italia          | Coppa Italia          | 1        | 0                | 1       | 0              | 0           | 0         |
| TOTALE                | TOTALE                | 49       | 14               | 22      | 13             | 52          | 47        |

#### Lista dei risultati
| Stagione  | Competizione | Incontro      | A / R | A / R |
| --------- | ------------ | ------------- | ----- | ----- |
| 1983-1984 | Serie C1     | Parma-Bologna | 3-3   | 0-0   |
| 1984-1985 | Serie B      | Bologna-Parma | 1-1   | 0-1   |
| 1985-1986 | Coppa Italia | Parma-Bologna | 0-0   | 0-0   |
| 1986-1987 | Serie B      | Bologna-Parma | 0-0   | 0-2   |
| 1987-1988 | Serie B      | Bologna-Parma | 3-1   | 0-0   |
| 1990-1991 | Serie A      | Parma-Bologna | 1-1   | 3-1   |
| 1996-1997 | Serie A      | Bologna-Parma | 0-1   | 0-1   |
| 1997-1998 | Serie A      | Parma-Bologna | 2-0   | 2-1   |
| 1998-1999 | Serie A      | Bologna-Parma | 0-0   | 1-1   |
| 1999-2000 | Serie A      | Parma-Bologna | 1-1   | 0-1   |
| 2000-2001 | Serie A      | Bologna-Parma | 2-1   | 0-0   |
| 2001-2002 | Serie A      | Bologna-Parma | 1-0   | 1-2   |
| 2002-2003 | Serie A      | Bologna-Parma | 2-1   | 2-1   |

| Stagione  | Competizione       | Incontro      | A / R | A / R |
| --------- | ------------------ | ------------- | ----- | ----- |
| 2003-2004 | Serie A            | Bologna-Parma | 1-1   | 0-0   |
| 2004-2005 | Serie A            | Parma-Bologna | 1-2   | 1-3   |
| 2004-2005 | Spareggio Salvezza | Parma-Bologna | 0-1   | 2-0   |
| 2009-2010 | Serie A            | Parma-Bologna | 2-1   | 1-2   |
| 2010-2011 | Serie A            | Parma-Bologna | 0-0   | 0-0   |
| 2011-2012 | Serie A            | Bologna-Parma | 0-0   | 0-1   |
| 2012-2013 | Serie A            | Bologna-Parma | 1-2   | 2-0   |
| 2013-2014 | Serie A            | Parma-Bologna | 1-1   | 1-1   |
| 2018-2019 | Serie A            | Parma-Bologna | 0-0   | 1-4   |
| 2019-2020 | Serie A            | Bologna-Parma | 2-2   | 2-2   |
| 2020-2021 | Serie A            | Bologna-Parma | 4-1   | 3-0   |
| 2024-2025 | Serie A            | Bologna-Parma | 0-0   | 0-2   |

### Bologna-Modena
Detto anche Derby della Secchia, è una delle partite più antiche tra squadre emiliane ancora esistenti, dato che il primo incontro è avvenuto nella Prima Categoria 1912-1913. Rivalità sentitissima tra le due città che va oltre il calcio, risalente al Medioevo e da considerarsi socio-culturale visto che entrambe le città si sentono la massima espressione dell'Emilia famosa in tutto il mondo per i suoi motori e la sua cucina. Sfociata spesso in scontri tra le tifoserie.

#### I precedenti in gare ufficiali
Statistiche aggiornate al 15 marzo 2015
| Livello               | Competizione          | Incontri | Vittorie Bologna | Pareggi | Vittorie Modena | Gol Bologna | Gol Modena |
| --------------------- | --------------------- | -------- | ---------------- | ------- | --------------- | ----------- | ---------- |
| 1°                    | Prima Categoria       | 9        | 4                | 2       | 3               | 17          | 6          |
| 1°                    | Prima Divisione       | 4        | 2                | 1       | 1               | 3           | 2          |
| 1°                    | Divisione Nazionale   | 4        | 0                | 2       | 2               | 4           | 7          |
| 1°                    | Serie A               | 26       | 14               | 8       | 4               | 45          | 18         |
| 2°                    | Serie B               | 16       | 6                | 6       | 4               | 21          | 12         |
| 3°                    | Serie C1              | 4        | 3                | 1       | 0               | 4           | 0          |
| Totale nei campionati | Totale nei campionati | 63       | 29               | 20      | 14              | 96          | 46         |
| Coppa Italia          | Coppa Italia          | 12       | 10               | 0       | 2               | 26          | 10         |
| Coppa Federale        | Coppa Federale        | 2        | 0                | 0       | 2               | 2           | 5          |
| Coppa Alta Italia     | Coppa Alta Italia     | 2        | 1                | 1       | 0               | 3           | 2          |
| Coppa Emilia          | Coppa Emilia          | 5        | 3                | 0       | 2               | 13          | 13         |
| TOTALE                | TOTALE                | 84       | 43               | 21      | 20              | 138         | 75         |

#### Lista dei risultati
| Stagione  | Competizione        | Incontro       | A / R        | A / R        |
| --------- | ------------------- | -------------- | ------------ | ------------ |
| 1912-1913 | Prima Categoria     | Bologna-Modena | 1-0          | 0-1          |
| 1913-1914 | Prima Categoria     | Bologna-Modena | 1-1          | 0-2          |
| 1915-1916 | Coppa Federale      | Bologna-Modena | 0-2          | 2-3          |
| 1915-1916 | Coppa Emilia        | Modena-Bologna | 1-2          | 2-3          |
| 1916-1917 | Coppa Emilia        | Bologna-Modena | 5-2          | 2-3          |
| 1916-1917 | Spareggio           | Modena-Bologna | 5-1          | 5-1          |
| 1919-1920 | Prima Categoria     | Modena-Bologna | 0-0          | 0-4          |
| 1920-1921 | Prima Categoria     | Bologna-Modena | 10-1         | 0-1          |
| 1920-1921 | Spareggio           | Bologna-Modena | 1-0 (d.t.s.) | 1-0 (d.t.s.) |
| 1922-1923 | Prima Divisione     | Bologna-Modena | 2-0          | 0-2 (a tav.) |
| 1925-1926 | Prima Divisione     | Bologna-Modena | 1-0          | 0-0          |
| 1927-1928 | Divisione Nazionale | Bologna-Modena | 1-1          | 1-2          |
| 1929-1930 | Serie A             | Modena-Bologna | 1-2          | 1-2          |
| 1930-1931 | Serie A             | Bologna-Modena | 2-0          | 2-0          |
| 1931-1932 | Serie A             | Modena-Bologna | 0-0          | 0-4          |
| 1938-1939 | Serie A             | Modena-Bologna | 1-1          | 1-1          |

| Stagione  | Competizione        | Incontro             | A / R | A / R |
| --------- | ------------------- | -------------------- | ----- | ----- |
| 1939-1940 | Serie A             | Modena-Bologna       | 0-0   | 0-1   |
| 1941-1942 | Serie A             | Bologna-Modena       | 4-0   | 0-1   |
| 1942-1943 | Coppa Italia        | Modena-Bologna       | 0-4   | 0-4   |
| 1945-1946 | Divisione Nazionale | Bologna-Modena       | 2-2   | 0-2   |
| 1945-1946 | Coppa Alta Italia   | Bologna-Modena       | 2-1   | 1-1   |
| 1946-1947 | Serie A             | Bologna-Modena       | 1-0   | 0-1   |
| 1947-1948 | Serie A             | Modena-Bologna       | 1-1   | 3-3   |
| 1948-1949 | Serie A             | Bologna-Modena       | 2-0   | 1-0   |
| 1958-1959 | Coppa Italia        | Bologna-Zenit Modena | 4-3   | 3-1   |
| 1962-1963 | Serie A             | Bologna-Modena       | 7-1   | 1-0   |
| 1963-1964 | Serie A             | Modena-Bologna       | 1-4   | 0-0   |
| 1965-1966 | Coppa Italia        | Modena-Bologna       | 1-0   | 1-0   |
| 1969-1970 | Coppa Italia        | Modena-Bologna       | 0-3   | 0-3   |
| 1970-1971 | Coppa Italia        | Modena-Bologna       | 1-0   | 1-0   |
| 1971-1972 | Coppa Italia        | Bologna-Modena       | 3-0   | 3-0   |
| 1975-1976 | Coppa Italia        | Bologna-Modena       | 1-0   | 1-0   |

| Stagione  | Competizione | Incontro       | A / R | A / R |
| --------- | ------------ | -------------- | ----- | ----- |
| 1983-1984 | Serie C1     | Bologna-Modena | 2-0   | 0-0   |
| 1986-1987 | Serie B      | Bologna-Modena | 4-1   | 0-1   |
| 1987-1988 | Serie B      | Modena-Bologna | 1-1   | 1-4   |
| 1990-1991 | Coppa Italia | Bologna-Modena | 1-0   | 2-1   |
| 1991-1992 | Serie B      | Modena-Bologna | 1-0   | 0-0   |
| 1992-1993 | Serie B      | Modena-Bologna | 1-0   | 1-2   |
| 1994-1995 | Serie C1     | Bologna-Modena | 1-0   | 1-0   |
| 2002-2003 | Serie A      | Bologna-Modena | 3-0   | 2-3   |
| 2003-2004 | Serie A      | Modena-Bologna | 2-0   | 1-1   |
| 2005-2006 | Serie B      | Bologna-Modena | 1-2   | 0-0   |
| 2006-2007 | Serie B      | Bologna-Modena | 2-0   | 1-1   |
| 2007-2008 | Serie B      | Modena-Bologna | 1-2   | 1-4   |
| 2007-2008 | Coppa Italia | Bologna-Modena | 2-1   | 2-1   |
| 2010-2011 | Coppa Italia | Bologna-Modena | 3-2   | 3-2   |
| 2014-2015 | Serie B      | Modena-Bologna | 0-0   | 0-0   |

### Bologna-SPAL
Il derby emiliano (a volte detto derby della A13 oppure semplicemente "Il derby") comprende tutte le partite tra Bologna e SPAL, le quali si sono disputate in Serie A tra gli anni cinquanta e sessanta e di nuovo dal 2017 al 2020. Il derby è importante per le due squadre e le loro tifoserie perché le città di Bologna e Ferrara sono da sempre storiche rivali. Inoltre tale derby viene considerato uno dei più importanti, vista la storia delle due squadre nel periodo tra gli anni cinquanta e sessanta (periodo dello scudetto felsineo e del massimo piazzamento estense). Gli altri precedenti sono stati disputati tra Serie B e Serie C1.

#### I precedenti in gare ufficiali
Statistiche aggiornate al gennaio 2020
| Livello               | Competizione          | Incontri | Vittorie Bologna | Pareggi | Vittorie SPAL | Gol Bologna | Gol SPAL |
| --------------------- | --------------------- | -------- | ---------------- | ------- | ------------- | ----------- | -------- |
| 1°                    | Prima Categoria       | 2        | 2                | 0       | 0             | 9           | 0        |
| 1°                    | Prima Divisione       | 4        | 4                | 0       | 0             | 10          | 2        |
| 1°                    | Serie A               | 38       | 21               | 7       | 10            | 60          | 35       |
| 2°                    | Serie B               | 2        | 0                | 1       | 1             | 2           | 3        |
| 3°                    | Serie C1              | 8        | 4                | 3       | 1             | 7           | 3        |
| Totale nei campionati | Totale nei campionati | 54       | 31               | 11      | 12            | 88          | 43       |
| Coppa Italia          | Coppa Italia          | 10       | 3                | 3       | 2             | 13          | 12       |
| Coppa Alta Italia     | Coppa Alta Italia     | 1        | 1                | 0       | 0             | 4           | 2        |
| TOTALE                | TOTALE                | 65       | 35               | 14      | 14            | 105         | 57       |

#### Lista dei risultati
| Stagione  | Competizione      | Incontro     | A / R | A / R |
| --------- | ----------------- | ------------ | ----- | ----- |
| 1920-1921 | Prima Categoria   | SPAL-Bologna | 0-3   | 0-6   |
| 1923-1924 | Prima Divisione   | Bologna-SPAL | 2-1   | 1-0   |
| 1924-1925 | Prima Divisione   | Bologna-SPAL | 3-1   | 4-0   |
| 1937-1938 | Coppa Italia      | Bologna-SPAL | 4-1   | 4-1   |
| 1946      | Coppa Alta Italia | SPAL-Bologna | 2-4   | n.d   |
| 1951-1952 | Serie A           | SPAL-Bologna | 2-1   | 1-1   |
| 1952-1953 | Serie A           | Bologna-SPAL | 2-1   | 4-1   |
| 1953-1954 | Serie A           | SPAL-Bologna | 0-0   | 1-2   |
| 1954-1955 | Serie A           | Bologna-SPAL | 2-0   | 1-1   |
| 1955-1956 | Serie A           | SPAL-Bologna | 2-1   | 2-2   |
| 1956-1957 | Serie A           | Bologna-SPAL | 3-0   | 0-1   |
| 1957-1958 | Serie A           | SPAL-Bologna | 0-2   | 1-0   |
| 1958      | Coppa Italia      | Bologna-SPAL | 2-1   | 2-6   |

| Stagione  | Competizione | Incosntro    | A / R | A / R |
| --------- | ------------ | ------------ | ----- | ----- |
| 1958-1959 | Serie A      | Bologna-SPAL | 3-2   | 1-0   |
| 1959-1960 | Serie A      | SPAL-Bologna | 0-0   | 3-2   |
| 1960-1961 | Serie A      | Bologna-SPAL | 3-1   | 1-0   |
| 1961-1962 | Serie A      | SPAL-Bologna | 1-2   | 0-2   |
| 1962-1963 | Serie A      | Bologna-SPAL | 4-1   | 1-0   |
| 1963-1964 | Serie A      | SPAL-Bologna | 0-0   | 1-2   |
| 1963-1964 | Coppa Italia | Bologna-SPAL | 4-2   | 4-2   |
| 1965-1966 | Serie A      | Bologna-SPAL | 1-3   | 3-0   |
| 1966-1967 | Serie A      | SPAL-Bologna | 1-0   | 0-2   |
| 1967-1968 | Serie A      | Bologna-SPAL | 2-3   | 3-1   |
| 1968-1969 | Coppa Italia | SPAL-Bologna | 0-0   | 0-0   |
| 1976-1977 | Coppa Italia | Bologna-SPAL | 3-0   | 2-0   |
| 1979-1980 | Coppa Italia | SPAL-Bologna | 1-0   | 1-0   |

| Stagione  | Competizione | Incosntro    | A / R          | A / R          |
| --------- | ------------ | ------------ | -------------- | -------------- |
| 1983-1984 | Serie C1     | SPAL-Bologna | 0-0            | 0-1            |
| 1984-1985 | Coppa Italia | Bologna-SPAL | 0-0            | 0-0            |
| 1987-1988 | Coppa Italia | SPAL-Bologna | 1-1(5-4 d.c.r) | 1-1(5-4 d.c.r) |
| 1992-1993 | Serie B      | Bologna-SPAL | 1-2            | 1-1            |
| 1993-1994 | Serie C1     | SPAL-Bologna | 1-1            | 0-2            |
| 1994-1995 | Serie C1     | Bologna-SPAL | 2-0            | 0-0            |
| 2017-2018 | Serie A      | Bologna-SPAL | 2-1            | 0-1            |
| 2018-2019 | Serie A      | Bologna-SPAL | 0-1            | 1-1            |
| 2019-2020 | Serie A      | Bologna-SPAL | 1-0            | 3-1            |

### Bologna-Cesena
Le regine sportive rispettivamente dell'Emilia (Bologna) e della Romagna (Cesena). È stato giocato per la prima volta durante il campionato dell'Alta Italia, all'epoca gestito dalla Repubblica Sociale Italiana, mentre è stata registrata ufficialmente come prima volta dalla F.I.G.C. la gara di Coppa Italia del 1969. Fu giocato in Serie A per la prima volta nel 1973 ed è stato teatro di numerosi scontri e incidenti tra tifoserie, per via della storica rivalità che scorre tra emiliani e romagnoli.

#### I precedenti in gare ufficiali
(Statistiche aggiornate all'11 agosto 2023)
| Livello                | Competizione           | Incontri | Vittorie Bologna | Pareggi | Vittorie Cesena | Gol Bologna | Gol Cesena |
| ---------------------- | ---------------------- | -------- | ---------------- | ------- | --------------- | ----------- | ---------- |
| 1°                     | Serie A                | 20       | 4                | 9       | 7               | 19          | 26         |
| 2°                     | Serie B                | 18       | 6                | 7       | 5               | 17          | 13         |
| Totale nei campionati  | Totale nei campionati  | 38       | 10               | 16      | 12              | 36          | 39         |
| Coppa Italia           | Coppa Italia           | 7        | 5                | 1       | 1               | 9           | 2          |
| Campionato Alta Italia | Campionato Alta Italia | 4        | 2                | 0       | 2               | 4           | 7          |
| TOTALE                 | TOTALE                 | 49       | 17               | 17      | 15              | 49          | 48         |

#### Lista dei risultati
| Stagione  | Competizione        | Incontro       | A / R | A / R |
| --------- | ------------------- | -------------- | ----- | ----- |
| 1943-1944 | Divisione Nazionale | Cesena-Bologna | 5-0   | 0-2   |
| 1943-1944 | Fase Finale         | Cesena-Bologna | 2-0   | 0-2   |
| 1969-1970 | Coppa Italia        | Cesena-Bologna | 1-3   | 1-3   |
| 1970-1971 | Coppa Italia        | Bologna-Cesena | 0-0   | 0-0   |
| 1971-1972 | Coppa Italia        | Cesena-Bologna | 0-2   | 0-2   |
| 1972-1973 | Coppa Italia        | Bologna-Cesena | 1-0   | 1-0   |
| 1973-1974 | Serie A             | Bologna-Cesena | 1-1   | 0-3   |
| 1974-1975 | Serie A             | Cesena-Bologna | 2-2   | 2-3   |
| 1975-1976 | Serie A             | Cesena-Bologna | 0-0   | 3-5   |
| 1976-1977 | Serie A             | Cesena-Bologna | 0-0   | 0-0   |
| 1981-1982 | Serie A             | Bologna-Cesena | 0-0   | 1-4   |
| 1985-1986 | Serie B             | Bologna-Cesena | 2-1   | 1-1   |
| 1986-1987 | Serie B             | Cesena-Bologna | 1-0   | 1-2   |
| 1987-1988 | Coppa Italia        | Cesena-Bologna | 0-1   | 0-1   |

| Stagione  | Competizione | Incontro       | A / R | A / R |
| --------- | ------------ | -------------- | ----- | ----- |
| 1988-1989 | Serie A      | Cesena-Bologna | 2-0   | 2-2   |
| 1989-1990 | Serie A      | Cesena-Bologna | 0-0   | 0-1   |
| 1990-1991 | Serie A      | Bologna-Cesena | 0-1   | 2-3   |
| 1991-1992 | Serie B      | Cesena-Bologna | 1-0   | 0-1   |
| 1992-1993 | Serie B      | Bologna-Cesena | 1-0   | 0-1   |
| 1995-1996 | Serie B      | Bologna-Cesena | 0-0   | 3-2   |
| 2005-2006 | Serie B      | Cesena-Bologna | 2-0   | 0-0   |
| 2005-2006 | Coppa Italia | Cesena-Bologna | 1-0   | 1-0   |
| 2006-2007 | Serie B      | Bologna-Cesena | 1-1   | 4-1   |
| 2007-2008 | Serie B      | Cesena-Bologna | 0-0   | 1-2   |
| 2010-2011 | Serie A      | Cesena-Bologna | 0-2   | 2-0   |
| 2011-2012 | Serie A      | Bologna-Cesena | 0-1   | 0-0   |
| 2023-2024 | Coppa Italia | Bologna-Cesena | 2-0   | 2-0   |

### Parma-Piacenza
Detto anche Derby del Ducato data l'appartenenza all'omonimo stato preunitario delle due città. È stato disputato dapprima in alcune stagioni di massima serie precedenti il girone unico, poi prevalentemente in terza serie fino alla stagione 1993-1994, quando è stato giocato per la prima volta in Serie A, categoria nella quale le due compagini si affronteranno quasi ininterrottamente per otto stagioni.
Statistiche aggiornate al 2017
| Livello               | Competizione          | Incontri | Vittorie Parma | Pareggi | Vittorie Piacenza | Gol Parma | Gol Piacenza |
| --------------------- | --------------------- | -------- | -------------- | ------- | ----------------- | --------- | ------------ |
| 1°                    | Prima Categoria       | 6        | 2              | 2       | 2                 | 13        | 11           |
| 1°                    | Serie A               | 16       | 8              | 6       | 2                 | 28        | 19           |
| 2°                    | Promozione            | 2        | 0              | 1       | 1                 | 1         | 2            |
| 2°                    | Seconda Divisione     | 2        | 2              | 0       | 0                 | 5         | 2            |
| 2°                    | Prima Divisione       | 2        | 2              | 0       | 0                 | 4         | 0            |
| 2°                    | Serie B               | 10       | 3              | 3       | 4                 | 12        | 10           |
| 3°                    | Prima Divisione       | 6        | 3              | 1       | 2                 | 9         | 7            |
| 3°                    | Serie C               | 30       | 17             | 6       | 7                 | 36        | 20           |
| 3°                    | Serie C1              | 10       | 1              | 6       | 3                 | 6         | 9            |
| Totale nei campionati | Totale nei campionati | 84       | 38             | 25      | 21                | 114       | 80           |
| Coppa Italia          | Coppa Italia          | 2        | 1              | 0       | 1                 | 2         | 3            |
| Coppa Italia Serie C  | Coppa Italia Serie C  | 7        | 4              | 2       | 1                 | 8         | 4            |
| Playoff Lega Pro      | Playoff Lega Pro      | 2        | 1              | 1       | 0                 | 2         | 0            |
| TOTALE                | TOTALE                | 95       | 44             | 28      | 23                | 126       | 87           |

#### Lista dei risultati
| Stagione     | Competizione      | Incontro       | A / R | A / R |
| ------------ | ----------------- | -------------- | ----- | ----- |
| 1919-1920    | Promozione        | Parma-Piacenza | 1-1   | 0-1   |
| 1920-1921    | Prima Categoria   | Piacenza-Parma | 3-3   | 1-4   |
| 1921-1922    | Prima Categoria   | Piacenza-Parma | 1-0   | 2-2   |
| 1921-1922    | Fase Finale       | Piacenza-Parma | 3-0   | 1-4   |
| 1924-1925    | Seconda Divisione | Parma-Piacenza | 3-2   | 2-0   |
| 1928-1929    | Prima Divisione   | Piacenza-Parma | 0-1   | 0-3   |
| 1932-1933    | Prima Divisione   | Parma-Piacenza | 2-0   | 1-3   |
| 1933-1934    | Prima Divisione   | Parma-Piacenza | 1-0   | 2-4   |
| 1934-1935    | Prima Divisione   | Piacenza-Parma | 0-3   | 0-0   |
| 1935-1936    | Serie C           | Parma-Piacenza | 2-1   | 2-1   |
| 1936-1937    | Serie C           | Piacenza-Parma | 0-0   | 2-1   |
| 1937-1938    | Serie C           | Parma-Piacenza | 0-1   | 1-2   |
| Coppa Italia | Parma-Piacenza    | 0-2            | 0-2   |       |
| 1938-1939    | Serie C           | Piacenza-Parma | 1-2   | 0-1   |
| 1939-1940    | Serie C           | Parma-Piacenza | 1-0   | 1-0   |
| 1940-1941    | Serie C           | Parma-Piacenza | 2-0   | 0-1   |
| 1942-1943    | Serie C           | Parma-Piacenza | 3-0   | 3-1   |

| Stagione  | Competizione           | Incontro       | A / R | A / R |
| --------- | ---------------------- | -------------- | ----- | ----- |
| 1946-1947 | Serie B                | Parma-Piacenza | 0-2   | 0-1   |
| 1947-1948 | Serie B                | Parma-Piacenza | 2-0   | 2-3   |
| 1949-1950 | Serie C                | Piacenza-Parma | 0-1   | 0-1   |
| 1950-1951 | Serie C                | Piacenza-Parma | 0-1   | 1-2   |
| 1951-1952 | Serie C                | Parma-Piacenza | 1-0   | 1-2   |
| 1952-1953 | Serie C                | Parma-Piacenza | 2-0   | 1-1   |
| 1953-1954 | Serie C                | Piacenza-Parma | 0-3   | 1-1   |
| 1966-1967 | Serie C                | Parma-Piacenza | 0-0   | 1-2   |
| 1970-1971 | Serie C                | Piacenza-Parma | 1-1   | 0-0   |
| 1972-1973 | Serie C                | Parma-Piacenza | 2-1   | 0-1   |
| 1972-1973 | Coppa Italia Semiprof. | Piacenza-Parma | 1-1   | 0-1   |
| 1977-1978 | Coppa Italia Semiprof. | Piacenza-Parma | 0-0   | 0-2   |
| 1978-1979 | Serie C1               | Parma-Piacenza | 1-1   | 1-1   |
| 1978-1979 | Coppa Italia Semiprof. | Piacenza-Parma | 1-0   | 1-2   |
| 1980-1981 | Serie C1               | Piacenza-Parma | 1-1   | 1-0   |
| 1981-1982 | Serie C1               | Parma-Piacenza | 3-2   | 0-2   |
| 1982-1983 | Serie C1               | Parma-Piacenza | 0-0   | 0-1   |

| Stagione  | Competizione          | Incontro       | A / R | A / R |
| --------- | --------------------- | -------------- | ----- | ----- |
| 1985-1986 | Serie C1              | Piacenza-Parma | 0-0   | 0-0   |
| 1985-1986 | Coppa Italia          | Piacenza-Parma | 1-2   | 1-2   |
| 1987-1988 | Serie B               | Parma-Piacenza | 3-0   | 0-0   |
| 1988-1989 | Serie B               | Parma-Piacenza | 0-1   | 3-1   |
| 1993-1994 | Serie A               | Piacenza-Parma | 1-1   | 0-0   |
| 1995-1996 | Serie A               | Parma-Piacenza | 3-2   | 1-2   |
| 1996-1997 | Serie A               | Piacenza-Parma | 0-0   | 0-1   |
| 1997-1998 | Serie A               | Piacenza-Parma | 1-3   | 1-1   |
| 1998-1999 | Serie A               | Piacenza-Parma | 3-6   | 1-0   |
| 1999-2000 | Serie A               | Piacenza-Parma | 1-2   | 0-1   |
| 2001-2002 | Serie A               | Parma-Piacenza | 2-2   | 3-2   |
| 2002-2003 | Serie A               | Piacenza-Parma | 1-1   | 2-3   |
| 2008-2009 | Serie B               | Piacenza-Parma | 1-1   | 1-1   |
| 2016-2017 | Coppa Italia Lega Pro | Parma-Piacenza | 2-1   | 2-1   |
| 2016-2017 | Playoff Lega Pro      | Piacenza-Parma | 0-0   | 0-2   |

### Parma-Modena
È uno dei derby della Via Emilia. Disputato perlopiù in Serie B, ha conosciuto anche la Serie A nelle stagioni 2002-2003 e 2003-2004. Tra le due tifoserie era in atto un gemellaggio nei primi anni 80, per la comune inimicizia con Reggio Emilia, che fu però successivamente spezzato per dissapori e tramutato in acerrima rivalità.

#### I precedenti in gare ufficiali
Statistiche aggiornate al 27 gennaio 2024
| Livello                         | Competizione                    | Incontri | Vittorie Parma | Pareggi | Vittorie Modena | Gol Parma | Gol Modena |
| ------------------------------- | ------------------------------- | -------- | -------------- | ------- | --------------- | --------- | ---------- |
| 1°                              | Prima Categoria                 | 2        | 1              | 0       | 1               | 4         | 4          |
| 1°                              | Serie A                         | 4        | 1              | 2       | 1               | 7         | 5          |
| 2°                              | Serie B                         | 26       | 1              | 17      | 8               | 20        | 35         |
| 3°                              | Serie C1                        | 12       | 4              | 5       | 3               | 13        | 9          |
| 3°                              | Lega Pro                        | 2        | 1              | 1       | 0               | 3         | 1          |
| Totale nei campionati           | Totale nei campionati           | 46       | 8              | 25      | 13              | 48        | 55         |
| Coppa Alta Italia               | Coppa Alta Italia               | 2        | 0              | 0       | 2               | 0         | 3          |
| Coppa Italia Semiprofessionisti | Coppa Italia Semiprofessionisti | 2        | 0              | 1       | 1               | 0         | 2          |
| Coppa Italia Serie C            | Coppa Italia Serie C            | 2        | 1              | 0       | 1               | 2         | 1          |
| TOTALE                          | TOTALE                          | 52       | 9              | 26      | 17              | 50        | 61         |

#### Lista dei risultati
| Stagione  | Competizione                    | Incontro           | A / R | A / R |
| --------- | ------------------------------- | ------------------ | ----- | ----- |
| 1920-1921 | Prima Categoria                 | Parma-Modena       | 4-1   | 0-3   |
| 1945-1946 | Coppa Alta Italia               | Parma-Modena       | 0-1   | 0-2   |
| 1954-1955 | Serie B                         | Modena-Parma       | 2-1   | 0-0   |
| 1955-1956 | Serie B                         | Modena-Parma       | 1-1   | 1-0   |
| 1956-1957 | Serie B                         | Parma-Modena       | 0-0   | 0-2   |
| 1957-1958 | Serie B                         | Zenit Modena-Parma | 2-2   | 2-2   |
| 1958-1959 | Serie B                         | Parma-Zenit Modena | 2-2   | 2-2   |
| 1959-1960 | Serie B                         | Modena-Parma       | 4-0   | 2-2   |
| 1961-1962 | Serie B                         | Parma-Modena       | 0-0   | 0-0   |
| 1964-1965 | Serie B                         | Modena-Parma       | 3-0   | 1-1   |
| 1972-1973 | Coppa Italia Semiprofessionisti | Parma-Modena       | 0-0   | 0-2   |
| 1978-1979 | Serie C1                        | Modena-Parma       | 0-0   | 0-5   |
| 1980-1981 | Serie C1                        | Modena-Parma       | 2-0   | 0-1   |

| Stagione  | Competizione         | Incontro     | A / R | A / R |
| --------- | -------------------- | ------------ | ----- | ----- |
| 1981-1982 | Serie C1             | Modena-Parma | 1-0   | 1-1   |
| 1981-1982 | Coppa Italia Serie C | Modena-Parma | 1-0   | 0-2   |
| 1982-1983 | Serie C1             | Modena-Parma | 0-1   | 2-0   |
| 1983-1984 | Serie C1             | Parma-Modena | 0-0   | 1-1   |
| 1985-1986 | Serie C1             | Parma-Modena | 2-0   | 2-2   |
| 1986-1987 | Serie B              | Modena-Parma | 1-1   | 0-0   |
| 1987-1988 | Serie B              | Parma-Modena | 2-1   | 0-1   |
| 2002-2003 | Serie A              | Modena-Parma | 2-1   | 1-1   |
| 2003-2004 | Serie A              | Parma-Modena | 3-0   | 2-2   |
| 2008-2009 | Serie B              | Parma-Modena | 0-0   | 2-2   |
| 2016-2017 | Lega Pro             | Modena-Parma | 0-0   | 1-3   |
| 2022-2023 | Serie B              | Parma-Modena | 1-2   | 1-1   |
| 2023-2024 | Serie B              | Parma-Modena | 1-1   | 0-3   |

### Parma-Reggiana
Chiamato così per via dell'omonimo fiume che divide le province di Reggio Emilia e Parma (talvolta chiamato anche Derby del Grana o Derby del Parmigiano Reggiano), il Derby dell'Enza vede contrapposte la Reggiana e il Parma, squadre emiliane tra cui c'è una rivalità così profonda che oltrepassa il campanilismo sportivo e si evidenzia anche a livello socio-culturale, tanto da considerare questo derby come uno tra i più sentiti d'Italia e a forte rischio incidenti. Il primo derby si è giocato nel 1919, e per la prima volta nella Serie A a girone unico nella stagione 1993-1994.

#### I precedenti in gare ufficiali
Statistiche aggiornate alla stagione 2023-24
| Livello                         | Competizione                    | Incontri | Vittorie Parma | Pareggi | Vittorie Reggiana | Gol Parma | Gol Reggiana |
| ------------------------------- | ------------------------------- | -------- | -------------- | ------- | ----------------- | --------- | ------------ |
| 1°                              | Prima Categoria                 | 2        | 1              | 0       | 1                 | 7         | 4            |
| 1°                              | Prima Divisione                 | 2        | 1              | 0       | 1                 | 2         | 2            |
| 1°                              | Serie A                         | 6        | 3              | 2       | 1                 | 8         | 7            |
| 2°                              | Promozione                      | 2        | 1              | 0       | 1                 | 4         | 2            |
| 2°                              | Seconda Divisione               | 2        | 0              | 1       | 1                 | 0         | 2            |
| 2°                              | Prima Divisione                 | 2        | 1              | 0       | 1                 | 1         | 2            |
| 2°                              | Serie B-C Alta Italia           | 2        | 1              | 0       | 1                 | 1         | 2            |
| 2°                              | Serie B                         | 26       | 7              | 11      | 8                 | 25        | 20           |
| 3°                              | Prima Divisione                 | 6        | 2              | 3       | 1                 | 8         | 4            |
| 3°                              | Serie C                         | 20       | 6              | 7       | 7                 | 17        | 17           |
| 3°                              | Serie C1                        | 8        | 1              | 4       | 3                 | 6         | 7            |
| 3°                              | Lega Pro                        | 2        | 2              | 0       | 0                 | 3         | 0            |
| Totale nei campionati           | Totale nei campionati           | 80       | 26             | 28      | 26                | 82        | 73           |
| Coppa Italia                    | Coppa Italia                    | 1        | 0              | 0       | 1                 | 1         | 2            |
| Coppa Italia Semiprofessionisti | Coppa Italia Semiprofessionisti | 2        | 1              | 1       | 0                 | 1         | 0            |
| TOTALE                          | TOTALE                          | 83       | 27             | 29      | 27                | 84        | 75           |

#### Lista dei risultati
| Stagione  | Competizione      | Incontro       | A / R       | A / R       |
| --------- | ----------------- | -------------- | ----------- | ----------- |
| 1919-1920 | Promozione Emilia | Reggiana-Parma | 2-1         | 0-3         |
| 1920-1921 | Prima Categoria   | Parma-Reggiana | 5-1         | 2-3         |
| 1923-1924 | Seconda divisione | Parma-Reggiana | 0-0         | 0-2         |
| 1925-1926 | Prima Divisione   | Parma-Reggiana | 2-0         | 0-2         |
| 1926-1927 | Prima Divisione   | Reggiana-Parma | 2-0         | 0-1         |
| 1929-1930 | Serie B           | Parma-Reggiana | 1-0         | 2-2         |
| 1932-1933 | Prima Divisione   | Reggiana-Parma | 1-1         | 1-5         |
| 1933-1934 | Prima Divisione   | Parma-Reggiana | 0-0         | 0-2         |
| 1934-1935 | Prima Divisione   | Reggiana-Parma | 0-0         | 0-2         |
| 1935-1936 | Serie C           | Parma-Reggiana | 0-1         | 0-2         |
| 1936-1937 | Serie C           | Parma-Reggiana | 1-1         | 2-2         |
| 1937-1938 | Serie C           | Reggiana-Parma | 1-1         | 0-1         |
| 1938-1939 | Serie C           | Reggiana-Parma | 1-0         | 0-0         |
| 1938-1939 | Coppa Italia      | Reggiana-Parma | 2-1(d.t.s.) | 2-1(d.t.s.) |
| 1939-1940 | Serie C           | Reggiana-Parma | 0-1         | 0-1         |
| 1942-1943 | Serie C           | Reggiana-Parma | 2-2         | 0-4         |

| Stagione  | Competizione      | Incontro       | A / R | A / R |
| --------- | ----------------- | -------------- | ----- | ----- |
| 1945-1946 | Camp. Alta Italia | Reggiana-Parma | 0-1   | 2-0   |
| 1946-1947 | Serie B           | Reggiana-Parma | 1-0   | 0-4   |
| 1947-1948 | Serie B           | Parma-Reggiana | 2-1   | 0-0   |
| 1948-1949 | Serie B           | Parma-Reggiana | 0-2   | 1-1   |
| 1952-1953 | Serie C           | Reggiana-Parma | 1-0   | 2-1   |
| 1958-1959 | Serie B           | Reggiana-Parma | 1-0   | 2-1   |
| 1959-1960 | Serie B           | Parma-Reggiana | 0-1   | 1-3   |
| 1960-1961 | Serie B           | Reggiana-Parma | 1-1   | 1-0   |
| 1961-1962 | Serie B           | Parma-Reggiana | 2-0   | 1-1   |
| 1964-1965 | Serie B           | Parma-Reggiana | 3-0   | 0-0   |
| 1970-1971 | Serie C           | Parma-Reggiana | 0-0   | 0-1   |
| 1973-1974 | Serie B           | Parma-Reggiana | 0-0   | 0-0   |
| 1974-1975 | Serie B           | Parma-Reggiana | 1-1   | 0-1   |
| 1976-1977 | Serie C           | Parma-Reggiana | 2-1   | 0-0   |
| 1976-1977 | C.I. Semiprof.    | Reggiana-Parma | 0-1   | 0-0   |
| 1977-1978 | Serie C           | Parma-Reggiana | 1-0   | 0-2   |

| Stagione  | Competizione | Incontro       | A / R | A / R |
| --------- | ------------ | -------------- | ----- | ----- |
| 1978-1979 | Serie C1     | Reggiana-Parma | 0-0   | 1-0   |
| 1980-1981 | Serie C1     | Parma-Reggiana | 0-0   | 1-2   |
| 1983-1984 | Serie C1     | Parma-Reggiana | 0-0   | 1-1   |
| 1985-1986 | Serie C1     | Reggiana-Parma | 1-3   | 2-1   |
| 1989-1990 | Serie B      | Reggiana-Parma | 0-2   | 0-2   |
| 1993-1994 | Serie A      | Parma-Reggiana | 1-0   | 0-2   |
| 1994-1995 | Serie A      | Parma-Reggiana | 2-1   | 2-2   |
| 1996-1997 | Serie A      | Parma-Reggiana | 3-2   | 0-0   |
| 2016-2017 | Lega Pro     | Reggiana-Parma | 0-2   | 0-1   |
| 2023-2024 | Serie B      | Parma-Reggiana | 0-0   | 1-1   |

### Parma-SPAL
Derby emiliano caratterizzato da un'accesa rivalità tra le due tifoserie dovuto all'ex gemellaggio che accomunava la SPAL alla Reggiana, poi trasformatasi anch'essa in antagonismo.

#### I precedenti in gare ufficiali
(Statistiche aggiornate a maggio 2023)
| Livello               | Competizione          | Incontri | Vittorie Parma | Pareggi | Vittorie SPAL | Gol Parma | Gol SPAL |
| --------------------- | --------------------- | -------- | -------------- | ------- | ------------- | --------- | -------- |
| 1°                    | Prima Categoria       | 2        | 0              | 1       | 1             | 2         | 4        |
| 1°                    | Serie A               | 4        | 0              | 0       | 4             | 2         | 6        |
| 2°                    | Promozione            | 2        | 1              | 1       | 0             | 4         | 2        |
| 2°                    | Prima Divisione       | 4        | 1              | 1       | 2             | 5         | 7        |
| 2°                    | Serie B-C Alta Italia | 2        | 1              | 1       | 0             | 5         | 2        |
| 2°                    | Serie B               | 20       | 7              | 6       | 7             | 19        | 19       |
| 3°                    | Serie C               | 2        | 0              | 1       | 1             | 1         | 4        |
| 3°                    | Serie C1              | 6        | 2              | 3       | 1             | 6         | 2        |
| Totale nei campionati | Totale nei campionati | 42       | 12             | 14      | 16            | 44        | 46       |
| Coppa Italia          | Coppa Italia          | 1        | 0              | 0       | 1             | 1         | 5        |
| TOTALE                | TOTALE                | 43       | 12             | 14      | 17            | 45        | 51       |

#### Lista dei risultati
| Stagione  | Competizione                | Incontro   | A / R | A / R        |
| --------- | --------------------------- | ---------- | ----- | ------------ |
| 1919-1920 | Promozione                  | SPAL-Parma | 2-2   | 0-2          |
| 1921-1922 | Prima Categoria-Fase Finale | Parma-SPAL | 2-2   | 0-2 (a tav.) |
| 1926-1927 | Prima Divisione             | Parma-SPAL | 3-4   | 0-0          |
| 1932-1933 | Prima Divisione             | Parma-SPAL | 2-1   | 0-2          |
| 1945-1946 | Serie B-C Alta Italia       | SPAL-Parma | 1-1   | 1-4          |
| 1946-1947 | Serie B                     | Parma-SPAL | 0-0   | 0-1          |
| 1947-1948 | Serie B                     | Parma-SPAL | 2-0   | 0-0          |
| 1948-1949 | Serie B                     | Parma-SPAL | 4-3   | 0-5          |
| 1959-1960 | Coppa Italia                | Parma-SPAL | 1-5   | 1-5          |
| 1964-1965 | Serie B                     | Parma-SPAL | 1-2   | 0-1          |
| 1971-1972 | Serie C                     | SPAL-Parma | 4-1   | 0-0          |

| Stagione  | Competizione | Incontro   | A / R | A / R |
| --------- | ------------ | ---------- | ----- | ----- |
| 1973-1974 | Serie B      | SPAL-Parma | 0-0   | 0-1   |
| 1974-1975 | Serie B      | Parma-SPAL | 2-0   | 0-1   |
| 1977-1978 | Serie B      | SPAL-Parma | 2-0   | 1-1   |
| 1979-1980 | Serie B      | Parma-SPAL | 1-0   | 0-0   |
| 1982-1983 | Serie C1     | SPAL-Parma | 0-2   | 0-0   |
| 1983-1984 | Serie C1     | SPAL-Parma | 0-0   | 1-4   |
| 1985-1986 | Serie C1     | SPAL-Parma | 1-0   | 0-0   |
| 2018-2019 | Serie A      | SPAL-Parma | 1-0   | 3-2   |
| 2019-2020 | Serie A      | SPAL-Parma | 1-0   | 1-0   |
| 2021-2022 | Serie B      | SPAL-Parma | 2-2   | 0-4   |
| 2022-2023 | Serie B      | Parma-SPAL | 0-1   | 1-0   |

### Bologna-Reggiana
È uno dei derby della via Emilia, giocato in Serie A per la prima, unica ed ultima volta nel 1997. Venne disputato anche in un campionato di massima serie precedente il girone unico, in Serie B ed in Serie C1. Il maggior numero di precedenti però sono avvenuti in Coppa Italia.

#### I precedenti in gare ufficiali
(Statistiche aggiornate al 2018)
| Livello               | Competizione          | Incontri | Vittorie Bologna | Pareggi | Vittorie Reggiana | Gol Bologna | Gol Reggiana |
| --------------------- | --------------------- | -------- | ---------------- | ------- | ----------------- | ----------- | ------------ |
| 1°                    | Divisione Nazionale   | 2        | 2                | 0       | 0                 | 14          | 4            |
| 1°                    | Serie A               | 2        | 2                | 0       | 0                 | 6           | 3            |
| 2°                    | Serie B               | 8        | 1                | 4       | 3                 | 5           | 10           |
| 3°                    | Serie C1              | 2        | 2                | 0       | 0                 | 3           | 1            |
| Totale nei campionati | Totale nei campionati | 14       | 7                | 4       | 3                 | 28          | 18           |
| Coppa Italia          | Coppa Italia          | 11       | 6                | 4       | 1                 | 21          | 9            |
| TOTALE                | TOTALE                | 25       | 13               | 8       | 4                 | 49          | 27           |

#### Lista dei risultati
| Stagione  | Competizione        | Incontro         | A / R | A / R |
| --------- | ------------------- | ---------------- | ----- | ----- |
| 1928-1929 | Divisione Nazionale | Bologna-Reggiana | 5-1   | 9-3   |
| 1958      | Coppa Italia        | Bologna-Reggiana | 3-0   | 0-0   |
| 1969-1970 | Coppa Italia        | Bologna-Reggiana | 2-0   | 2-0   |
| 1971-1972 | Coppa Italia        | Reggiana-Bologna | 1-2   | 1-2   |
| 1972-1973 | Coppa Italia        | Bologna-Reggiana | 2-2   | 1-0   |
| 1973-1974 | Coppa Italia        | Reggiana-Bologna | 2-2   | 2-2   |
| 1981-1982 | Coppa Italia        | Bologna-Reggiana | 2-2   | 2-2   |
| 1982-1983 | Serie B             | Reggiana-Bologna | 0-0   | 1-2   |

| Stagione  | Competizione | Incontro         | A / R | A / R |
| --------- | ------------ | ---------------- | ----- | ----- |
| 1983-1984 | Serie C1     | Bologna-Reggiana | 1-0   | 2-1   |
| 1990-1991 | Coppa Italia | Bologna-Reggiana | 4-1   | 0-1   |
| 1991-1992 | Serie B      | Bologna-Reggiana | 0-2   | 2-2   |
| 1992-1993 | Serie B      | Reggiana-Bologna | 4-0   | 0-0   |
| 1995-1996 | Serie B      | Reggiana-Bologna | 1-0   | 0-0   |
| 1995-1996 | Coppa Italia | Bologna-Reggiana | 3-0   | 3-0   |
| 1996-1997 | Serie A      | Reggiana-Bologna | 1-3   | 2-3   |

### Reggiana-Piacenza
Derby disputato perlopiù nei campionati di terza serie, Reggiana e Piacenza si sono tuttavia incontrate anche in Serie A negli anni novanta. Sfida molto sentita dalle due tifoserie, dovuta soprattutto al gemellaggio dei tifosi reggiani con quelli della Cremonese, acerrimi rivali dei piacentini.

#### I precedenti in gare ufficiali
(Statistiche aggiornate a gennaio 2022)
| Livello                         | Competizione                    | Incontri | Vittorie Reggiana | Pareggi | Vittorie Piacenza | Gol Reggiana | Gol Piacenza |
| ------------------------------- | ------------------------------- | -------- | ----------------- | ------- | ----------------- | ------------ | ------------ |
| 1°                              | Prima Categoria                 | 2        | 0                 | 1       | 1                 | 2            | 3            |
| 1°                              | Serie A                         | 4        | 0                 | 2       | 2                 | 3            | 7            |
| 2°                              | Promozione                      | 2        | 0                 | 0       | 2                 | 4            | 7            |
| 2°                              | Serie B                         | 12       | 3                 | 5       | 4                 | 11           | 14           |
| 3°                              | Prima Divisione                 | 8        | 3                 | 1       | 4                 | 14           | 14           |
| 3°                              | Serie C                         | 17       | 9                 | 6       | 2                 | 31           | 14           |
| 3°                              | Serie C1                        | 12       | 3                 | 5       | 4                 | 14           | 11           |
| Totale nei campionati           | Totale nei campionati           | 57       | 18                | 20      | 19                | 79           | 70           |
| Coppa Italia                    | Coppa Italia                    | 1        | 1                 | 0       | 0                 | 4            | 1            |
| Coppa Italia Semiprofessionisti | Coppa Italia Semiprofessionisti | 4        | 3                 | 1       | 0                 | 10           | 3            |
| Coppa Italia Serie C            | Coppa Italia Serie C            | 1        | 0                 | 0       | 1                 | 0            | 1            |
| TOTALE                          | TOTALE                          | 63       | 22                | 21      | 20                | 93           | 75           |

#### Lista dei risultati[3]
| Stagione  | Competizione      | Incontro          | A / R | A / R |
| --------- | ----------------- | ----------------- | ----- | ----- |
| 1919-1920 | Promozione Emilia | Reggiana-Piacenza | 3-4   | 1-3   |
| 1920-1921 | Prima Categoria   | Piacenza-Reggiana | 2-1   | 1-1   |
| 1930-1931 | Prima Divisione   | Reggiana-Piacenza | 1-1   | 0-5   |
| 1931-1932 | Prima Divisione   | Piacenza-Reggiana | 5-1   | 1-6   |
| 1932-1933 | Prima Divisione   | Reggiana-Piacenza | 3-0   | 0-1   |
| 1934-1935 | Prima Divisione   | Piacenza-Reggiana | 1-0   | 0-3   |
| 1935-1936 | Serie C           | Piacenza-Reggiana | 0-1   | 0-3   |
| 1935-1936 | Coppa Italia      | Reggiana-Piacenza | 4-1   | 4-1   |
| 1936-1937 | Serie C           | Reggiana-Piacenza | 2-0   | 0-2   |
| 1937-1938 | Serie C           | Piacenza-Reggiana | 4-2   | 0-3   |
| 1938-1939 | Serie C           | Reggiana-Piacenza | 1-1   | 0-0   |
| 1939-1940 | Serie C           | Reggiana-Piacenza | 1-0   | 3-2   |

| Stagione  | Competizione   | Incontro          | A / R | A / R |
| --------- | -------------- | ----------------- | ----- | ----- |
| 1942-1943 | Serie C        | Reggiana-Piacenza | 3-1   | 6-0   |
| 1946-1947 | Serie B        | Reggiana-Piacenza | 2-1   | 1-1   |
| 1947-1948 | Serie B        | Reggiana-Piacenza | 2-1   | 1-3   |
| 1952-1953 | Serie C        | Piacenza-Reggiana | 2-2   | 0-0   |
| 1969-1970 | Serie B        | Reggiana-Piacenza | 0-0   | 0-1   |
| 1970-1971 | Serie C        | Piacenza-Reggiana | 0-0   | 0-2   |
| 1975-1976 | Serie B        | Piacenza-Reggiana | 1-1   | 2-2   |
| 1978-1979 | Serie C1       | Piacenza-Reggiana | 0-1   | 1-2   |
| 1978-1979 | C.I. Semiprof. | Piacenza-Reggiana | 1-1   | 0-4   |
| 1979-1980 | Serie C1       | Reggiana-Piacenza | 0-0   | 0-1   |
| 1979-1980 | C.I. Semiprof. | Piacenza-Reggiana | 1-2   | 1-3   |
| 1980-1981 | Serie C1       | Piacenza-Reggiana | 1-1   | 0-5   |

| Stagione  | Competizione | Incontro               | A / R | A / R |
| --------- | ------------ | ---------------------- | ----- | ----- |
| 1984-1985 | Serie C1     | Reggiana-Piacenza      | 1-2   | 1-1   |
| 1985-1986 | Serie C1     | Reggiana-Piacenza      | 1-1   | 1-2   |
| 1986-1987 | Serie C1     | Reggiana-Piacenza      | 1-1   | 0-1   |
| 1991-1992 | Serie B      | Piacenza-Reggiana      | 2-0   | 1-0   |
| 1992-1993 | Serie B      | Reggiana-Piacenza      | 1-0   | 1-1   |
| 1993-1994 | Serie A      | Reggiana-Piacenza      | 1-1   | 2-3   |
| 1996-1997 | Serie A      | Piacenza-Reggiana      | 3-0   | 0-0   |
| 2019-2020 | Serie C      | Reggio Audace-Piacenza | 2-2   | -     |
| 2021-2022 | C.I. Serie C | Piacenza-Reggiana      | 1-0   | 1-0   |

### Bologna-Piacenza
Altro derby della via Emilia, la sfida Bologna-Piacenza ha visto la Serie A negli anni novanta.

#### I precedenti in gare ufficiali
(Statistiche aggiornate al 2018)
| Livello               | Competizione          | Incontri | Vittorie Bologna | Pareggi | Vittorie Piacenza | Gol Bologna | Gol Piacenza |
| --------------------- | --------------------- | -------- | ---------------- | ------- | ----------------- | ----------- | ------------ |
| 1°                    | Serie A               | 12       | 3                | 5       | 4                 | 12          | 15           |
| 2°                    | Serie B               | 12       | 4                | 2       | 6                 | 10          | 13           |
| Totale nei campionati | Totale nei campionati | 24       | 7                | 7       | 10                | 22          | 28           |
| Coppa Italia          | Coppa Italia          | 1        | 1                | 0       | 0                 | 2           | 1            |
| Coppa Alta Italia     | Coppa Alta Italia     | 2        | 2                | 0       | 0                 | 7           | 2            |
| TOTALE                | TOTALE                | 27       | 10               | 7       | 10                | 31          | 31           |

#### Lista dei risultati[3]
| Stagione  | Competizione      | Incontro         | A / R | A / R |
| --------- | ----------------- | ---------------- | ----- | ----- |
| 1946      | Coppa Alta Italia | Bologna-Piacenza | 2-1   | 5-1   |
| 1985-1986 | Coppa Italia      | Bologna-Piacenza | 2-1   | 2-1   |
| 1987-1988 | Serie B           | Piacenza-Bologna | 0-0   | 1-1   |
| 1991-1992 | Serie B           | Piacenza-Bologna | 0-1   | 0-2   |
| 1992-1993 | Serie B           | Bologna-Piacenza | 0-1   | 1-3   |
| 1996-1997 | Serie A           | Bologna-Piacenza | 1-1   | 1-1   |
| 1997-1998 | Serie A           | Piacenza-Bologna | 0-0   | 0-3   |

| Stagione  | Competizione | Incontro         | A / R | A / R |
| --------- | ------------ | ---------------- | ----- | ----- |
| 1998-1999 | Serie A      | Bologna-Piacenza | 3-1   | 0-5   |
| 1999-2000 | Serie A      | Piacenza-Bologna | 0-0   | 0-0   |
| 2001-2002 | Serie A      | Piacenza-Bologna | 2-0   | 2-1   |
| 2002-2003 | Serie A      | Bologna-Piacenza | 1-0   | 1-3   |
| 2005-2006 | Serie B      | Bologna-Piacenza | 2-1   | 1-2   |
| 2006-2007 | Serie B      | Piacenza-Bologna | 1-0   | 2-0   |
| 2007-2008 | Serie B      | Piacenza-Bologna | 0-1   | 2-1   |

### Piacenza-Modena
È uno dei derby della Via Emilia. Si è disputato perlopiù in Serie B ed ha visto la Serie A nella stagione 2002-2003. Non vi è rivalità tra le due tifoserie, che negli anni 80 erano gemellate e oggi mantengono un rapporto neutrale.

#### I precedenti in gare ufficiali
Statistiche aggiornate al 3 novembre 2021
| Livello                         | Competizione                    | Incontri | Vittorie Piacenza | Pareggi | Vittorie Modena | Gol Piacenza | Gol Modena |
| ------------------------------- | ------------------------------- | -------- | ----------------- | ------- | --------------- | ------------ | ---------- |
| 1°                              | Prima Categoria                 | 2        | 0                 | 1       | 1               | 2            | 5          |
| 1°                              | Serie A                         | 2        | 0                 | 1       | 1               | 3            | 4          |
| 2°                              | Serie B                         | 24       | 11                | 4       | 9               | 27           | 21         |
| 3°                              | Serie C                         | 6        | 2                 | 3       | 1               | 4            | 5          |
| 3°                              | Serie C1                        | 14       | 4                 | 5       | 5               | 14           | 14         |
| Totale nei campionati           | Totale nei campionati           | 48       | 17                | 14      | 17              | 50           | 49         |
| Coppa Italia                    | Coppa Italia                    | 2        | 0                 | 1       | 1               | 1            | 2          |
| Coppa Italia Semiprofessionisti | Coppa Italia Semiprofessionisti | 2        | 1                 | 1       | 0               | 2            | 1          |
| Coppa Italia Serie C            | Coppa Italia Serie C            | 3        | 1                 | 1       | 1               | 6            | 7          |
| TOTALE                          | TOTALE                          | 55       | 19                | 17      | 19              | 59           | 59         |

#### Lista dei risultati[3]
| Stagione  | Competizione                    | Incontro        | A / R | A / R |
| --------- | ------------------------------- | --------------- | ----- | ----- |
| 1920-1921 | Prima Categoria                 | Modena-Piacenza | 3-0   | 2-2   |
| 1960-1961 | Serie C                         | Modena-Piacenza | 3-0   | 0-1   |
| 1969-1970 | Serie B                         | Piacenza-Modena | 0-0   | 2-1   |
| 1973-1974 | Serie C                         | Piacenza-Modena | 0-0   | 1-1   |
| 1974-1975 | Coppa Italia Semiprofessionisti | Piacenza-Modena | 1-1   | 1-0   |
| 1975-1976 | Serie B                         | Modena-Piacenza | 0-0   | 1-2   |
| 1978-1979 | Serie C1                        | Piacenza-Modena | 1-0   | 4-2   |
| 1980-1981 | Serie C1                        | Modena-Piacenza | 1-0   | 2-2   |
| 1981-1982 | Serie C1                        | Piacenza-Modena | 1-1   | 1-1   |
| 1982-1983 | Serie C1                        | Piacenza-Modena | 2-1   | 0-1   |
| 1984-1985 | Serie C1                        | Modena-Piacenza | 0-0   | 0-1   |
| 1985-1986 | Serie C1                        | Piacenza-Modena | 1-1   | 1-2   |
| 1985-1986 | Coppa Italia Serie C            | Modena-Piacenza | 2-0   | 1-2   |
| 1987-1988 | Serie B                         | Modena-Piacenza | 0-1   | 2-1   |

| Stagione  | Competizione         | Incontro        | A / R                      | A / R                      |
| --------- | -------------------- | --------------- | -------------------------- | -------------------------- |
| 1989-1990 | Serie C1             | Modena-Piacenza | 1-0                        | 1-0                        |
| 1991-1992 | Serie B              | Modena-Piacenza | 0-0                        | 0-3                        |
| 1991-1992 | Coppa Italia         | Modena-Piacenza | 1-0                        | 1-1                        |
| 1992-1993 | Serie B              | Piacenza-Modena | 3-1                        | 2-1                        |
| 2002-2003 | Serie A              | Modena-Piacenza | 1-0                        | 3-3                        |
| 2004-2005 | Serie B              | Modena-Piacenza | 1-0                        | 0-1                        |
| 2005-2006 | Serie B              | Piacenza-Modena | 0-0                        | 0-1                        |
| 2006-2007 | Serie B              | Modena-Piacenza | 1-2                        | 1-5                        |
| 2007-2008 | Serie B              | Piacenza-Modena | 1-2                        | 0-2                        |
| 2008-2009 | Serie B              | Modena-Piacenza | 1-0                        | 0-1                        |
| 2009-2010 | Serie B              | Piacenza-Modena | 2-3                        | 1-0                        |
| 2010-2011 | Serie B              | Modena-Piacenza | 1-0                        | 2-0                        |
| 2019-2020 | Serie C              | Piacenza-Modena | 2-1                        | 0-0                        |
| 2021-2022 | Coppa Italia Serie C | Modena-Piacenza | 4-4 (d.t.s.), 3-4 (d.c.r.) | 4-4 (d.t.s.), 3-4 (d.c.r.) |

### Bologna-Sassuolo
Come tutti gli altri derby regionali disputati dal Sassuolo, le sfide non sono molto numerose e tutte vicine nel tempo per il recente approdo dei neroverdi in Serie A.

#### I precedenti in gare ufficiali
Statistiche aggiornate al 3 febbraio 2024
| Livello               | Competizione          | Incontri | Vittorie Bologna | Pareggi | Vittorie Sassuolo | Gol Bologna | Gol Sassuolo |
| --------------------- | --------------------- | -------- | ---------------- | ------- | ----------------- | ----------- | ------------ |
| 1°                    | Serie A               | 20       | 8                | 6       | 6                 | 31          | 25           |
| Totale nei campionati | Totale nei campionati | 20       | 8                | 6       | 6                 | 31          | 25           |

#### Lista dei risultati
| Stagione  | Competizione | Incontro         | A / R | A / R |
| --------- | ------------ | ---------------- | ----- | ----- |
| 2013-2014 | Serie A      | Sassuolo-Bologna | 2-1   | 0-0   |
| 2015-2016 | Serie A      | Bologna-Sassuolo | 0-1   | 2-0   |
| 2016-2017 | Serie A      | Bologna-Sassuolo | 1-1   | 1-0   |
| 2017-2018 | Serie A      | Sassuolo-Bologna | 0-1   | 1-2   |
| 2018-2019 | Serie A      | Sassuolo-Bologna | 2-2   | 1-2   |
| 2019-2020 | Serie A      | Sassuolo-Bologna | 3-1   | 2-1   |
| 2020-2021 | Serie A      | Bologna-Sassuolo | 3-4   | 1-1   |
| 2021-2022 | Serie A      | Sassuolo-Bologna | 0-3   | 3-1   |
| 2022-2023 | Serie A      | Bologna-Sassuolo | 3-0   | 1-1   |
| 2023-2024 | Serie A      | Sassuolo-Bologna | 1-1   | 2-4   |

### Parma-Sassuolo
Gli incontri tra le due squadre emiliane sono molto recenti, dato il recente approdo dei neroverdi nelle serie maggiori del campionato italiano.

#### I precedenti in gare ufficiali
(Statistiche aggiornate al giugno 2021)
| Livello | Competizione | Incontri | Vittorie Parma | Pareggi | Vittorie Sassuolo | Gol Parma | Gol Sassuolo |
| ------- | ------------ | -------- | -------------- | ------- | ----------------- | --------- | ------------ |
| 1°      | Serie A      | 10       | 5              | 2       | 3                 | 12        | 13           |
| 2°      | Serie B      | 2        | 0              | 2       | 0                 | 3         | 3            |
| TOTALE  | TOTALE       | 12       | 5              | 4       | 3                 | 15        | 16           |

#### Lista dei risultati
| Stagione  | Competizione | Incontro       | A / R | A / R |
| --------- | ------------ | -------------- | ----- | ----- |
| 2008-2009 | Serie B      | Parma-Sassuolo | 1-1   | 2-2   |
| 2013-2014 | Serie A      | Parma-Sassuolo | 3-1   | 1-0   |
| 2014-2015 | Serie A      | Parma-Sassuolo | 1-3   | 1-4   |
| 2018-2019 | Serie A      | Parma-Sassuolo | 2-1   | 0-0   |
| 2019-2020 | Serie A      | Parma-Sassuolo | 1-0   | 1-0   |
| 2020-2021 | Serie A      | Sassuolo-Parma | 1-1   | 3-1   |

### Parma-Cesena
Parma e Cesena sono due squadre non divise da rivalità, in quanto l'estinto gemellaggio si è trasformato in semplice rispetto fra le tifoserie. Sfida caratterizzata da un grande equilibrio. Negli incontri di Serie B, il Parma non è mai riuscito a conquistare la vittoria. Al contrario, nelle altre categorie è stato spesso vittorioso.

#### I precedenti in gare ufficiali
(Statistiche aggiornate a febbraio 2022)
| Livello               | Competizione          | Incontri | Vittorie Parma | Pareggi | Vittorie Cesena | Gol Parma | Gol Cesena |
| --------------------- | --------------------- | -------- | -------------- | ------- | --------------- | --------- | ---------- |
| 1°                    | Serie A               | 8        | 3              | 3       | 2               | 11        | 8          |
| 2°                    | Serie B-C Alta Italia | 2        | 1              | 1       | 0               | 1         | 0          |
| 2°                    | Serie B               | 10       | 0              | 6       | 4               | 6         | 11         |
| 3°                    | Serie C               | 4        | 3              | 0       | 1               | 6         | 2          |
| Totale nei campionati | Totale nei campionati | 24       | 7              | 10      | 7               | 24        | 21         |
| Coppa Italia          | Coppa Italia          | 1        | 0              | 1       | 0               | 0         | 0          |
| TOTALE                | TOTALE                | 25       | 7              | 11      | 7               | 24        | 21         |

#### Lista dei risultati
| Stagione  | Competizione          | Incontro     | A / R | A / R |
| --------- | --------------------- | ------------ | ----- | ----- |
| 1945-1946 | Serie B-C Alta Italia | Cesena-Parma | 0-0   | 0-1   |
| 1946-1947 | Serie B               | Cesena-Parma | 1-1   | 1-1   |
| 1949-1950 | Serie C               | Parma-Cesena | 2-0   | 1-2   |
| 1950-1951 | Serie C               | Cesena-Parma | 0-1   | 0-2   |
| 1974-1975 | Coppa Italia          | Parma-Cesena | 0-0   | 0-0   |
| 1979-1980 | Serie B               | Cesena-Parma | 1-1   | 1-1   |
| 1984-1985 | Serie B               | Parma-Cesena | 1-1   | 0-2   |
| 1986-1987 | Serie B               | Cesena-Parma | 1-0   | 1-0   |
| 1990-1991 | Serie A               | Cesena-Parma | 0-1   | 0-2   |
| 2010-2011 | Serie A               | Cesena-Parma | 1-1   | 2-2   |
| 2011-2012 | Serie A               | Parma-Cesena | 2-0   | 2-2   |
| 2014-2015 | Serie A               | Cesena-Parma | 1-0   | 2-1   |
| 2017-2018 | Serie B               | Parma-Cesena | 0-0   | 1-2   |

### Carpi-Sassuolo
È il derby della Provincia di Modena, molto sentito dalle tifoserie delle due squadre. Ha visto il suo storico esordio in Serie A nella stagione 2015-2016, quando i biancorossi hanno disputato il loro finora unico campionato di massima serie, e al terzo campionato di Serie A disputato dai neroverdi. 

#### I precedenti in gare ufficiali
(Statistiche aggiornate al 2018)
| Livello | Competizione | Incontri | Vittorie Carpi | Pareggi | Vittorie Sassuolo | Gol Carpi | Gol Sassuolo |
| ------- | ------------ | -------- | -------------- | ------- | ----------------- | --------- | ------------ |
| 1°      | Serie A      | 2        | 0              | 0       | 2                 | 1         | 4            |
| 4°      | Serie C2     | 4        | 1              | 1       | 2                 | 2         | 4            |
| TOTALE  | TOTALE       | 6        | 1              | 1       | 4                 | 3         | 8            |

#### Lista dei risultati
| Stagione  | Competizione | Incontro       | A / R | A / R |
| --------- | ------------ | -------------- | ----- | ----- |
| 1988-1989 | Serie C2     | Carpi-Sassuolo | 0-0   | 2-1   |
| 1999-2000 | Serie C2     | Carpi-Sassuolo | 0-1   | 0-2   |
| 2015-2016 | Serie A      | Sassuolo-Carpi | 1-0   | 3-1   |

### Bologna-Carpi
Il derby Bologna-Carpi è stato giocato nei tre livelli maggiori del campionato italiano. Non vi è alcuna rivalità tra le due squadre poiché le tifoserie sono gemellate.

#### I precedenti in gare ufficiali
(Statistiche aggiornate al 2018)
| Livello               | Competizione          | Incontri | Vittorie Bologna | Pareggi | Vittorie Carpi | Gol Bologna | Gol Carpi |
| --------------------- | --------------------- | -------- | ---------------- | ------- | -------------- | ----------- | --------- |
| 1°                    | Prima Categoria       | 2        | 2                | 0       | 0              | 8           | 2         |
| 1°                    | Serie A               | 2        | 1                | 1       | 0              | 2           | 1         |
| 2°                    | Serie B               | 2        | 0                | 1       | 1              | 0           | 3         |
| 3°                    | Serie C1              | 4        | 3                | 0       | 1              | 6           | 2         |
| Totale nei campionati | Totale nei campionati | 10       | 6                | 2       | 2              | 16          | 8         |

#### Lista dei risultati
| Stagione  | Competizione    | Incontro      | A / R | A / R |
| --------- | --------------- | ------------- | ----- | ----- |
| 1919-1920 | Prima Categoria | Bologna-Carpi | 2-0   | 6-2   |
| 1993-1994 | Serie C1        | Bologna-Carpi | 1-0   | 0-1   |
| 1994-1995 | Serie C1        | Bologna-Carpi | 3-1   | 2-0   |
| 2014-2015 | Serie B         | Bologna-Carpi | 0-0   | 0-3   |
| 2015-2016 | Serie A         | Carpi-Bologna | 1-2   | 0-0   |

### SPAL-Sassuolo
SPAL e Sassuolo si sono incontrate in due stagioni di Serie C2 e si sono trovate per la prima volta in massima serie nel 2017-2018.

#### I precedenti in gare ufficiali
(Statistiche aggiornate al gennaio 2021)
| Livello               | Competizione          | Incontri | Vittorie SPAL | Pareggi | Vittorie Sassuolo | Gol SPAL | Gol Sassuolo |
| --------------------- | --------------------- | -------- | ------------- | ------- | ----------------- | -------- | ------------ |
| 1°                    | Serie A               | 6        | 0             | 2       | 4                 | 3        | 10           |
| 4°                    | Serie C2              | 4        | 2             | 1       | 1                 | 9        | 5            |
| Totale nei campionati | Totale nei campionati | 10       | 2             | 3       | 5                 | 12       | 15           |
| Coppa Italia          | Coppa Italia          | 1        | 1             | 0       | 0                 | 2        | 0            |
| TOTALE                | TOTALE                | 11       | 3             | 3       | 5                 | 14       | 15           |

#### Lista dei risultati
| Stagione  | Competizione | Incontro      | A / R | A / R |
| --------- | ------------ | ------------- | ----- | ----- |
| 1989-1990 | Serie C2     | Sassuolo-SPAL | 1-2   | 1-5   |
| 2005-2006 | Serie C2     | SPAL-Sassuolo | 1-1   | 1-2   |
| 2017-2018 | Serie A      | SPAL-Sassuolo | 0-1   | 1-1   |
| 2018-2019 | Serie A      | SPAL-Sassuolo | 0-2   | 1-1   |
| 2019-2020 | Serie A      | Sassuolo-SPAL | 3-0   | 2-1   |
| 2020-2021 | Coppa Italia | Sassuolo-SPAL | 0-2   | 0-2   |

### Modena-SPAL
È detto Derby estense, ed è stato giocato in Serie A per due stagioni negli anni sessanta. Le restanti gare sono state disputate in seconda e terza serie. Un'altra rivalità molto sentita e storica. 

#### I precedenti in gare ufficiali
Statistiche aggiornate al 22 aprile 2023
| Livello                         | Competizione                    | Incontri | Vittorie Modena | Pareggi | Vittorie SPAL | Gol Modena | Gol SPAL |
| ------------------------------- | ------------------------------- | -------- | --------------- | ------- | ------------- | ---------- | -------- |
| 1°                              | Serie A                         | 4        | 2               | 1       | 1             | 5          | 4        |
| 2°                              | Serie B                         | 22       | 7               | 8       | 7             | 22         | 25       |
| 3°                              | Serie C                         | 2        | 1               | 1       | 0             | 1          | 0        |
| 3°                              | Serie C1                        | 22       | 6               | 7       | 9             | 11         | 16       |
| Totale nei campionati           | Totale nei campionati           | 50       | 16              | 17      | 17            | 39         | 45       |
| Coppa Italia                    | Coppa Italia                    | 6        | 2               | 1       | 3             | 6          | 13       |
| Coppa Italia Semiprofessionisti | Coppa Italia Semiprofessionisti | 2        | 1               | 1       | 0             | 3          | 2        |
| Coppa Italia Serie C            | Coppa Italia Serie C            | 4        | 2               | 1       | 1             | 5          | 4        |
| TOTALE                          | TOTALE                          | 62       | 21              | 20      | 21            | 53         | 64       |

#### Lista dei risultati
| Stagione  | Competizione | Incontro          | A / R        | A / R        |
| --------- | ------------ | ----------------- | ------------ | ------------ |
| 1933-1934 | Serie B      | Modena-SPAL       | 1-1          | 2-2          |
| 1934-1935 | Serie B      | Modena-SPAL       | 3-1          | 1-0          |
| 1935-1936 | Serie B      | SPAL-Modena       | 4-2          | 0-1          |
| 1935-1936 | Coppa Italia | SPAL-Modena       | 1-1 (d.t.s.) | 2-3 (d.t.s.) |
| 1949-1950 | Serie B      | SPAL-Modena       | 0-0          | 2-1          |
| 1950-1951 | Serie B      | Modena-SPAL       | 1-1          | 0-0          |
| 1958-1959 | Coppa Italia | Zenit Modena-SPAL | 0-6          | 1-2          |
| 1962-1963 | Serie A      | SPAL-Modena       | 1-0          | 0-1          |
| 1963-1964 | Serie A      | Modena-SPAL       | 4-3          | 0-0          |
| 1964-1965 | Serie B      | SPAL-Modena       | 2-0          | 2-0          |
| 1966-1967 | Coppa Italia | Modena-SPAL       | 1-1 (d.t.s.) | 1-1 (d.t.s.) |
| 1968-1969 | Serie B      | SPAL-Modena       | 3-1          | 0-1          |

| Stagione  | Competizione                    | Incontro    | A / R | A / R |
| --------- | ------------------------------- | ----------- | ----- | ----- |
| 1972-1973 | Serie C                         | SPAL-Modena | 0-1   | 0-0   |
| 1972-1973 | Coppa Italia Semiprofessionisti | Modena-SPAL | 3-2   | 0-0   |
| 1975-1976 | Serie B                         | SPAL-Modena | 1-1   | 1-0   |
| 1976-1977 | Serie B                         | Modena-SPAL | 1-0   | 1-1   |
| 1982-1983 | Serie C1                        | Modena-SPAL | 1-1   | 1-0   |
| 1982-1983 | Coppa Italia                    | SPAL-Modena | 1-0   | 1-0   |
| 1983-1984 | Serie C1                        | Modena-SPAL | 0-1   | 0-2   |
| 1983-1984 | Coppa Italia Serie C            | Modena-SPAL | 1-1   | 1-2   |
| 1984-1985 | Serie C1                        | Modena-SPAL | 1-0   | 0-1   |
| 1985-1986 | Serie C1                        | SPAL-Modena | 0-0   | 0-1   |
| 1985-1986 | Coppa Italia Serie C            | Modena-SPAL | 1-0   | 2-1   |
| 1988-1989 | Serie C1                        | Modena-SPAL | 0-0   | 0-2   |

| Stagione  | Competizione | Incontro    | A / R | A / R |
| --------- | ------------ | ----------- | ----- | ----- |
| 1992-1993 | Serie B      | Modena-SPAL | 1-0   | 1-2   |
| 1994-1995 | Serie C1     | SPAL-Modena | 2-1   | 0-1   |
| 1995-1996 | Serie C1     | Modena-SPAL | 1-2   | 0-1   |
| 1996-1997 | Serie C1     | SPAL-Modena | 0-0   | 1-1   |
| 1998-1999 | Serie C1     | SPAL-Modena | 2-1   | 0-1   |
| 1999-2000 | Serie C1     | Modena-SPAL | 0-0   | 0-0   |
| 2000-2001 | Serie C1     | Modena-SPAL | 1-0   | 0-1   |
| 2022-2023 | Serie B      | SPAL-Modena | 2-3   | 0-0   |

## Derby giocati almeno in serie B

### Modena-Reggiana
Il derby Modena-Reggiana è anche denominato Derby del Secchia, dall'omonimo fiume che segna il confine tra la provincia di Modena e quella di Reggio Emilia. Anche questa storica rivalità è molto sentita dalle due tifoserie e dalle due città in qualsiasi ambito (le province sono confinanti e le città estremamente vicine) e ha portato a scontri più volte in passato tra le opposte tifoserie.

#### I precedenti in gare ufficiali
Statistiche aggiornate al 1º maggio 2025.
| Livello                         | Competizione                    | Incontri | Vittorie Modena | Pareggi | Vittorie Reggiana | Gol Modena | Gol Reggiana |
| ------------------------------- | ------------------------------- | -------- | --------------- | ------- | ----------------- | ---------- | ------------ |
| 1°                              | Prima Categoria                 | 2        | 2               | 0       | 0                 | 11         | 0            |
| 1°                              | Prima Divisione                 | 2        | 2               | 0       | 0                 | 6          | 2            |
| 1°                              | Divisione Nazionale             | 2        | 2               | 0       | 0                 | 2          | 0            |
| 2°                              | Serie B                         | 40       | 10              | 18      | 12                | 36         | 43           |
| 3°                              | Serie C                         | 3        | 0               | 2       | 1                 | 1          | 2            |
| 3°                              | Serie C1                        | 16       | 2               | 9       | 5                 | 8          | 12           |
| 3°                              | Lega Pro                        | 2        | 0               | 0       | 2                 | 1          | 3            |
| 4°                              | Serie D                         | 3        | 2               | 1       | 0                 | 5          | 1            |
| Totale nei campionati           | Totale nei campionati           | 70       | 20              | 30      | 20                | 70         | 63           |
| Coppa Italia                    | Coppa Italia                    | 8        | 2               | 2       | 4                 | 10         | 13           |
| Coppa CONI                      | Coppa CONI                      | 2        | 1               | 0       | 1                 | 7          | 3            |
| Coppa Italia Semiprofessionisti | Coppa Italia Semiprofessionisti | 4        | 1               | 1       | 2                 | 4          | 9            |
| Coppa Italia Serie C            | Coppa Italia Serie C            | 1        | 1               | 0       | 0                 | 2          | 1            |
| Coppa Italia Lega Pro           | Coppa Italia Lega Pro           | 1        | 0               | 0       | 1                 | 0          | 3            |
| TOTALE                          | TOTALE                          | 86       | 25              | 33      | 28                | 93         | 92           |

#### Lista dei risultati
| Stagione  | Competizione        | Incontro              | A / R | A / R |
| --------- | ------------------- | --------------------- | ----- | ----- |
| 1920-1921 | Prima Categoria     | Reggiana-Modena       | 0-5   | 0-6   |
| 1924-1925 | Prima Divisione     | Reggiana-Modena       | 1-4   | 1-2   |
| 1927-1928 | Coppa CONI          | Reggiana-Modena       | 2-0   | 1-7   |
| 1940-1941 | Serie B             | Reggiana-Modena       | 3-3   | 1-3   |
| 1944      | Divisione Nazionale | Modena-Reggiana       | 1-0   | 1-0   |
| 1949-1950 | Serie B             | Reggiana-Modena       | 0-0   | 0-1   |
| 1950-1951 | Serie B             | Reggiana-Modena       | 1-2   | 0-0   |
| 1951-1952 | Serie B             | Reggiana-Modena       | 5-2   | 1-3   |
| 1958-1959 | Serie B             | Zenit Modena-Reggiana | 1-0   | 0-1   |
| 1958-1959 | Coppa Italia        | Reggiana-Zenit Modena | 2-0   | 1-1   |
| 1959-1960 | Serie B             | Reggiana-Modena       | 2-2   | 2-2   |
| 1959-1960 | Coppa Italia        | Reggiana-Modena       | 2-1   | 2-1   |
| 1961-1962 | Serie B             | Reggiana-Modena       | 3-0   | 0-1   |
| 1961-1962 | Coppa Italia        | Modena-Reggiana       | 2-1   | 2-1   |
| 1964-1965 | Serie B             | Reggiana-Modena       | 0-0   | 1-1   |
| 1965-1966 | Serie B             | Modena-Reggiana       | 0-0   | 1-1   |
| 1966-1967 | Serie B             | Reggiana-Modena       | 1-1   | 0-0   |

| Stagione  | Competizione                    | Incontro        | A / R        | A / R        |
| --------- | ------------------------------- | --------------- | ------------ | ------------ |
| 1967-1968 | Serie B                         | Reggiana-Modena | 2-0          | 0-1          |
| 1967-1968 | Coppa Italia                    | Modena-Reggiana | 3-2 (d.t.s.) | 3-2 (d.t.s.) |
| 1968-1969 | Serie B                         | Reggiana-Modena | 1-0          | 0-3          |
| 1968-1969 | Coppa Italia                    | Modena-Reggiana | 0-1          | 0-1          |
| 1969-1970 | Serie B                         | Reggiana-Modena | 1-1          | 1-1          |
| 1969-1970 | Coppa Italia                    | Reggiana-Modena | 2-2          | 2-2          |
| 1971-1972 | Serie B                         | Modena-Reggiana | 0-0          | 0-3          |
| 1971-1972 | Coppa Italia                    | Reggiana-Modena | 2-1          | 2-1          |
| 1975-1976 | Serie B                         | Modena-Reggiana | 0-0          | 0-0          |
| 1978-1979 | Serie C1                        | Reggiana-Modena | 1-1          | 0-0          |
| 1978-1979 | Coppa Italia Semiprofessionisti | Modena-Reggiana | 2-1          | 1-4          |
| 1980-1981 | Serie C1                        | Reggiana-Modena | 1-0          | 1-1          |
| 1980-1981 | Coppa Italia Semiprofessionisti | Reggiana-Modena | 0-0          | 4-1          |
| 1983-1984 | Serie C1                        | Reggiana-Modena | 1-0          | 0-0          |
| 1984-1985 | Serie C1                        | Modena-Reggiana | 1-1          | 0-1          |
| 1985-1986 | Serie C1                        | Modena-Reggiana | 0-0          | 1-1          |
| 1988-1989 | Serie C1                        | Reggiana-Modena | 1-0          | 0-1          |

| Stagione  | Competizione          | Incontro             | A / R      | A / R |
| --------- | --------------------- | -------------------- | ---------- | ----- |
| 1990-1991 | Serie B               | Modena-Reggiana      | 0-2        | 0-1   |
| 1991-1992 | Serie B               | Reggiana-Modena      | 3-1        | 0-0   |
| 1992-1993 | Serie B               | Modena-Reggiana      | 1-1        | 0-1   |
| 1999-2000 | Serie C1              | Modena-Reggiana      | 1-1        | 0-3   |
| 2000-2001 | Serie C1              | Modena-Reggiana      | 2-0        | 0-0   |
| 2000-2001 | Coppa Italia Serie C  | Reggiana-Modena      | 1-2        | 1-2   |
| 2016-2017 | Lega Pro              | Modena-Reggiana      | 1-2        | 0-1   |
| 2016-2017 | Coppa Italia Lega Pro | Modena-Reggiana      | 0-3        | 0-3   |
| 2017-2018 | Serie C               | Reggiana-Modena      | ̶1̶-̶0̶ (ann.) | -     |
| 2018-2019 | Serie D               | Modena-Reggio Audace | 1-0        | 0-0   |
| 2018-2019 | Play-off              | Modena-Reggio Audace | 4-1        | 4-1   |
| 2019-2020 | Serie C               | Modena-Reggio Audace | 0-1        | -     |
| 2021-2022 | Serie C               | Modena-Reggiana      | 1-1        | 0-0   |
| 2023-2024 | Serie B               | Modena-Reggiana      | 2-1        | 0-1   |
| 2024-2025 | Serie B               | Reggiana-Modena      | 0-1        | 3-2   |

### Reggiana-SPAL
Derby emiliano giocato al massimo in Serie B, molto sentito data la forte rivalità tra le rispettive tifoserie, scaturita dalla rottura del gemellaggio che era in essere negli anni novanta.

#### I precedenti in gare ufficiali
(Statistiche aggiornate al 2021)
| Livello               | Competizione             | Incontri | Vittorie Reggiana | Pareggi | Vittorie SPAL | Gol Reggiana | Gol SPAL |
| --------------------- | ------------------------ | -------- | ----------------- | ------- | ------------- | ------------ | -------- |
| 1°                    | Prima Categoria          | 2        | 1                 | 0       | 1             | 1            | 4        |
| 2°                    | Promozione               | 2        | 1                 | 1       | 0             | 4            | 3        |
| 2°                    | Prima Divisione          | 2        | 1                 | 0       | 1             | 6            | 2        |
| 2°                    | Serie B-C Alta Italia    | 2        | 1                 | 1       | 0             | 2            | 1        |
| 2°                    | Serie B                  | 28       | 10                | 8       | 10            | 33           | 35       |
| 3°                    | Prima Divisione          | 4        | 1                 | 1       | 2             | 8            | 13       |
| 3°                    | Serie C                  | 2        | 1                 | 1       | 0             | 2            | 1        |
| 3°                    | Serie C1                 | 24       | 12                | 5       | 7             | 28           | 24       |
| 3°                    | Lega Pro Prima Divisione | 8        | 2                 | 1       | 5             | 6            | 10       |
| 3°                    | Lega Pro                 | 2        | 1                 | 0       | 1             | 1            | 2        |
| 4°                    | Serie C2                 | 6        | 1                 | 3       | 2             | 9            | 10       |
| Totale nei campionati | Totale nei campionati    | 82       | 32                | 21      | 29            | 100          | 105      |
| Coppa Italia          | Coppa Italia             | 3        | 3                 | 0       | 0             | 12           | 8        |
| Coppa Italia Serie C  | Coppa Italia Serie C     | 3        | 0                 | 2       | 1             | 1            | 2        |
| Coppa Italia Lega Pro | Coppa Italia Lega Pro    | 2        | 0                 | 0       | 2             | 0            | 3        |
| TOTALE                | TOTALE                   | 90       | 35                | 23      | 32            | 113          | 118      |

#### Lista dei risultati
| Stagione  | Competizione          | Incontro      | A / R      | A / R |
| --------- | --------------------- | ------------- | ---------- | ----- |
| 1919-1920 | Promozione Emilia     | SPAL-Reggiana | ̶1-̶2 (ann.) |       |
| 1919-1920 | Promozione Emilia     | SPAL-Reggiana | 1-1        | 2-3   |
| 1921-1922 | Prima Categoria       | SPAL-Reggiana | 4-0        | 0-1   |
| 1926-1927 | Prima Divisione       | SPAL-Reggiana | 1-0        | 1-6   |
| 1930-1931 | Prima Divisione       | SPAL-Reggiana | 3-2        | 2-2   |
| 1932-1933 | Prima Divisione       | Reggiana-SPAL | 4-3        | 0-5   |
| 1945-1946 | Serie B-C Alta Italia | Reggiana-SPAL | 2-1        | 0-0   |
| 1946-1947 | Serie B               | SPAL-Reggiana | 3-0        | 1-4   |
| 1946-1947 | Serie B               | SPAL-Reggiana | 3-0        | 1-4   |
| 1947-1948 | Serie B               | Reggiana-SPAL | 0-0        | 1-1   |
| 1948-1949 | Serie B               | Reggiana-SPAL | 0-1        | 1-3   |
| 1949-1950 | Serie B               | Reggiana-SPAL | 1-0        | 0-0   |
| 1950-1951 | Serie B               | Reggiana-SPAL | 2-0        | 0-3   |
| 1958      | Coppa Italia          | SPAL-Reggiana | 2-3        | 2-5   |
| 1964-1965 | Serie B               | Reggiana-SPAL | 2-0        | 1-2   |
| 1968-1969 | Serie B               | SPAL-Reggiana | 0-2        | 1-2   |
| 1973-1974 | Serie B               | Reggiana-SPAL | 0-0        | 1-0   |
| 1974-1975 | Serie B               | SPAL-Reggiana | 1-1        | 1-2   |

| Stagione  | Competizione         | Incontro      | A / R | A / R |
| --------- | -------------------- | ------------- | ----- | ----- |
| 1975-1976 | Serie B              | Reggiana-SPAL | 1-2   | 0-3   |
| 1977-1978 | Serie C              | Reggiana-SPAL | 1-0   | 1-1   |
| 1981-1982 | Serie B              | SPAL-Reggiana | 3-3   | 1-1   |
| 1983-1984 | Serie C1             | Reggiana-SPAL | 2-1   | 1-0   |
| 1984-1985 | Serie C1             | Reggiana-SPAL | 3-2   | 0-0   |
| 1985-1986 | Serie C1             | SPAL-Reggiana | 0-2   | 3-1   |
| 1986-1987 | Serie C1             | Reggiana-SPAL | 2-1   | 2-2   |
| 1987-1988 | Serie C1             | Reggiana-SPAL | 0-1   | 1-0   |
| 1988-1989 | Serie C1             | SPAL-Reggiana | 1-0   | 0-1   |
| 1992-1993 | Serie B              | Reggiana-SPAL | 3-0   | 1-1   |
| 1996-1997 | Coppa Italia         | SPAL-Reggiana | 2-4   | 2-4   |
| 1999-2000 | Serie C1             | Reggiana-SPAL | 1-2   | 1-0   |
| 2000-2001 | Serie C1             | Reggiana-SPAL | 2-2   | 0-1   |
| 2001-2002 | Serie C1             | Reggiana-SPAL | 1-1   | 1-3   |
| 2002-2003 | Serie C1             | SPAL-Reggiana | 0-1   | 0-0   |
| 2003-2004 | Serie C1             | SPAL-Reggiana | 0-1   | 0-1   |
| 2003-2004 | Coppa Italia Serie C | SPAL-Reggiana | 0-0   | 0-0   |
| 2004-2005 | Serie C1             | SPAL-Reggiana | 2-1   | 2-3   |

| Stagione  | Competizione          | Incontro      | A / R | A / R |
| --------- | --------------------- | ------------- | ----- | ----- |
| 2005-2006 | Serie C2              | SPAL-Reggiana | 1-3   | 1-1   |
| 2006-2007 | Serie C2              | SPAL-Reggiana | 2-2   | 2-1   |
| 2006-2007 | Coppa Italia Serie C  | Reggiana-SPAL | 1-1   | 1-1   |
| 2007-2008 | Serie C2              | SPAL-Reggiana | 2-0   | 2-2   |
| 2007-2008 | Coppa Italia Serie C  | Reggiana-SPAL | 0-1   | 0-1   |
| 2008-2009 | Lega Pro 1D           | Reggiana-SPAL | 0-2   | 0-2   |
| 2009-2010 | Lega Pro 1D           | SPAL-Reggiana | 1-1   | 1-0   |
| 2010-2011 | Lega Pro 1D           | Reggiana-SPAL | 0-2   | 1-2   |
| 2011-2012 | Lega Pro 1D           | Reggiana-SPAL | 3-0   | 1-0   |
| 2011-2012 | Coppa Italia Lega Pro | SPAL-Reggiana | 2-0   | 2-0   |
| 2014-2015 | Lega Pro              | SPAL-Reggiana | 0-1   | 2-0   |
| 2015-2016 | Coppa Italia Lega Pro | Reggiana-SPAL | 0-1   | 0-1   |
| 2020-2021 | Serie B               | SPAL-Reggiana | 2-0   | 2-1   |

### Reggiana-Cesena
Rivalità emiliano-romagnola giocata in Serie B nei primi anni '70 e poi di nuovo negli anni '90. Le sfide nei campionati (tra Serie B e C) rivelano un grande equilibrio.

#### I precedenti in gare ufficiali
Statistiche aggiornate al 10 febbraio 2025.
| Livello               | Competizione             | Incontri | Vittorie Reggiana | Pareggi | Vittorie Cesena | Gol Reggiana | Gol Cesena |
| --------------------- | ------------------------ | -------- | ----------------- | ------- | --------------- | ------------ | ---------- |
| 2°                    | Serie B-C Alta Italia    | 2        | 1                 | 0       | 1               | 2            | 5          |
| 2°                    | Serie B                  | 20       | 4                 | 12      | 4               | 16           | 16         |
| 3°                    | Serie C                  | 5        | 1                 | 3       | 1               | 4            | 4          |
| 3°                    | Serie C1                 | 8        | 1                 | 3       | 4               | 10           | 12         |
| 3°                    | Lega Pro Prima Divisione | 2        | 2                 | 0       | 0               | 3            | 1          |
| Totale nei campionati | Totale nei campionati    | 37       | 9                 | 18      | 10              | 35           | 38         |
| Coppa Italia          | Coppa Italia             | 3        | 0                 | 1       | 2               | 0            | 2          |
| Coppa Italia Serie C  | Coppa Italia Serie C     | 2        | 0                 | 0       | 2               | 1            | 3          |
| TOTALE                | TOTALE                   | 42       | 9                 | 19      | 14              | 36           | 43         |

#### Lista dei risultati
| Stagione  | Competizione          | Incontro        | A / R | A / R |
| --------- | --------------------- | --------------- | ----- | ----- |
| 1945-1946 | Serie B-C Alta Italia | Reggiana-Cesena | 2-0   | 0-5   |
| 1946-1947 | Serie B               | Cesena-Reggiana | 2-2   | 0-1   |
| 1962-1963 | Serie C               | Reggiana-Cesena | 2-0   | 0-0   |
| 1968-1969 | Serie B               | Reggiana-Cesena | 2-0   | 0-0   |
| 1969-1970 | Serie B               | Cesena-Reggiana | 1-1   | 0-0   |
| 1969-1970 | Coppa Italia          | Reggiana-Cesena | 0-1   | 0-1   |
| 1971-1972 | Serie B               | Reggiana-Cesena | 1-1   | 1-1   |
| 1971-1972 | Coppa Italia          | Cesena-Reggiana | 0-0   | 0-0   |
| 1972-1973 | Serie B               | Reggiana-Cesena | 1-2   | 0-1   |
| 1975-1976 | Coppa Italia          | Reggiana-Cesena | 0-1   | 0-1   |
| 1991-1992 | Serie B               | Reggiana-Cesena | 0-0   | 1-1   |
| 1992-1993 | Serie B               | Reggiana-Cesena | 1-0   | 1-1   |

| Stagione  | Competizione         | Incontro             | A / R | A / R |
| --------- | -------------------- | -------------------- | ----- | ----- |
| 1995-1996 | Serie B              | Cesena-Reggiana      | 1-1   | 0-1   |
| 1998-1999 | Serie B              | Cesena-Reggiana      | 2-0   | 1-1   |
| 2000-2001 | Serie C1             | Reggiana-Cesena      | 0-1   | 0-1   |
| 2001-2002 | Serie C1             | Cesena-Reggiana      | 3-2   | 0-2   |
| 2002-2003 | Serie C1             | Reggiana-Cesena      | 2-2   | 2-2   |
| 2003-2004 | Serie C1             | Reggiana-Cesena      | 2-2   | 0-1   |
| 2003-2004 | Coppa Italia Serie C | Cesena-Reggiana      | 2-1   | 1-0   |
| 2008-2009 | Lega Pro 1D          | Cesena-Reggiana      | 1-2   | 0-1   |
| 2019-2020 | Serie C              | Cesena-Reggio Audace | 0-0   | -     |
| 2021-2022 | Serie C              | Reggiana-Cesena      | 0-0   | 2-2   |
| 2022-2023 | Serie C              | Reggiana-Cesena      | 0-1   | 2-1   |
| 2024-2025 | Serie B              | Cesena-Reggiana      | 1-1   | 1-0   |

### Modena-Cesena
Rivalità nata verso gli inizi degli anni 70, quando le due squadre iniziarono ad incontrarsi frequentemente in Serie B. Apice della rivalità fu negli anni 2010, quando entrambe erano in lotta per la promozione in Serie A.

#### I precedenti in gare ufficiali
Statistiche aggiornate al 13 maggio 2025
| Livello               | Competizione          | Incontri | Vittorie Modena | Pareggi | Vittorie Cesena | Gol Modena | Gol Cesena |
| --------------------- | --------------------- | -------- | --------------- | ------- | --------------- | ---------- | ---------- |
| 2°                    |                       |          |                 |         |                 |            |            |
| Serie B               | 38                    | 7        | 14              | 17      | 29              | 36         |            |
| 3°                    | Serie C               | 5        | 3               | 1       | 1               | 4          | 2          |
| 3°                    | Serie C1              | 4        | 2               | 1       | 1               | 4          | 2          |
| Totale nei campionati | Totale nei campionati | 47       | 12              | 16      | 19              | 37         | 40         |
| Coppa Italia          | Coppa Italia          | 4        | 1               | 1       | 2               | 3          | 6          |
| Coppa Alta Italia     | Coppa Alta Italia     | 2        | 1               | 0       | 1               | 4          | 4          |
| Coppa Italia Serie C  | Coppa Italia Serie C  | 2        | 1               | 0       | 1               | 2          | 1          |
| TOTALE                | TOTALE                | 55       | 15              | 17      | 23              | 46         | 51         |

#### Lista dei risultati
| Stagione  | Competizione      | Incontro      | A / R | A / R |
| --------- | ----------------- | ------------- | ----- | ----- |
| 1945-1946 | Coppa Alta Italia | Cesena-Modena | 3-1   | 1-3   |
| 1968-1969 | Serie B           | Modena-Cesena | 0-0   | 0-1   |
| 1969-1970 | Serie B           | Modena-Cesena | 0-0   | 1-2   |
| 1969-1970 | Coppa Italia      | Cesena-Modena | 0-0   | 0-0   |
| 1970-1971 | Serie B           | Modena-Cesena | 0-0   | 0-1   |
| 1970-1971 | Coppa Italia      | Cesena-Modena | 2-1   | 2-1   |
| 1971-1972 | Serie B           | Cesena-Modena | 1-0   | 0-0   |
| 1971-1972 | Coppa Italia      | Modena-Cesena | 1-0   | 1-0   |
| 1977-1978 | Serie B           | Modena-Cesena | 0-1   | 0-0   |
| 1986-1987 | Serie B           | Modena-Cesena | 1-0   | 1-1   |
| 1988-1989 | Coppa Italia      | Cesena-Modena | 4-1   | 4-1   |

| Stagione  | Competizione         | Incontro      | A / R | A / R |
| --------- | -------------------- | ------------- | ----- | ----- |
| 1991-1992 | Serie B              | Cesena-Modena | 2-0   | 0-0   |
| 1992-1993 | Serie B              | Cesena-Modena | 1-0   | 1-2   |
| 1993-1994 | Serie B              | Cesena-Modena | 2-1   | 0-1   |
| 1997-1998 | Serie C1             | Cesena-Modena | 1-0   | 1-2   |
| 2000-2001 | Serie C1             | Cesena-Modena | 0-2   | 0-0   |
| 2000-2001 | Coppa Italia Serie C | Modena-Cesena | 0-1   | 2-0   |
| 2004-2005 | Serie B              | Cesena-Modena | 3-0   | 0-4   |
| 2005-2006 | Serie B              | Modena-Cesena | 2-2   | 4-2   |
| 2006-2007 | Serie B              | Modena-Cesena | 0-1   | 0-1   |
| 2007-2008 | Serie B              | Modena-Cesena | 1-1   | 1-2   |
| 2009-2010 | Serie B              | Modena-Cesena | 1-0   | 1-2   |

| Stagione  | Competizione | Incontro      | A / R | A / R |
| --------- | ------------ | ------------- | ----- | ----- |
| 2012-2013 | Serie B      | Modena-Cesena | 4-0   | 0-1   |
| 2013-2014 | Serie B      | Cesena-Modena | 1-1   | 0-0   |
| 2013-2014 | Play-off     | Modena-Cesena | 0-1   | 1-1   |
| 2015-2016 | Serie B      | Cesena-Modena | 2-0   | 0-0   |
| 2019-2020 | Serie C      | Cesena-Modena | 1-0   | -     |
| 2020-2021 | Serie C      | Cesena-Modena | 0-0   | 0-1   |
| 2021-2022 | Serie C      | Cesena-Modena | 1-2   | 0-1   |
| 2024-2025 | Serie B      | Cesena-Modena | 2-2   | 1-0   |

### SPAL-Carpi
Le due squadre emiliane si sono incontrate per la prima volta nel campionato di Prima Categoria, primo livello calcistico precedentemente all'istituzione del girone unico. I restanti precedenti sono quasi tutti in terza serie, mentre nella Serie B si sono fronteggiate per la prima volta nel 2016. È una sfida molto accesa poiché le due tifoserie sono rivali fin dagli anni novanta.

#### I precedenti in gare ufficiali
(Statistiche aggiornate al gennaio 2025)
| Livello               | Competizione             | Incontri | Vittorie SPAL | Pareggi | Vittorie Carpi | Gol SPAL | Gol Carpi |
| --------------------- | ------------------------ | -------- | ------------- | ------- | -------------- | -------- | --------- |
| 1°                    | Prima Categoria          | 2        | 0             | 2       | 0              | 0        | 0         |
| 2°                    | Seconda Divisione        | 2        | 1             | 0       | 1              | 3        | 3         |
| 2°                    | Prima Divisione          | 4        | 3             | 1       | 0              | 11       | 2         |
| 2°                    | Serie B                  | 2        | 2             | 0       | 0              | 7        | 2         |
| 3°                    | Prima Divisione          | 6        | 3             | 1       | 2              | 13       | 9         |
| 3°                    | Serie C                  | 8        | 3             | 3       | 2              | 10       | 8         |
| 3°                    | Serie C1                 | 12       | 7             | 4       | 1              | 22       | 8         |
| 3°                    | Lega Pro Prima Divisione | 2        | 0             | 1       | 1              | 2        | 3         |
| Totale nei campionati | Totale nei campionati    | 37       | 19            | 12      | 7              | 68       | 35        |

#### Lista dei risultati
| Stagione  | Competizione      | Incontro      | A / R | A / R |
| --------- | ----------------- | ------------- | ----- | ----- |
| 1921-1922 | Prima Categoria   | Carpi-SPAL    | 0-0   | 0-0   |
| 1925-1926 | Seconda Divisione | SPAL-Carpi    | 3-1   | 0-2   |
| 1926-1927 | Prima Divisione   | SPAL-Carpi    | 5-0   | 2-2   |
| 1928-1929 | Prima Divisione   | SPAL-Carpi    | 3-0   | 1-0   |
| 1929-1930 | Prima Divisione   | SPAL-Carpi    | 5-2   | 0-1   |
| 1930-1931 | Prima Divisione   | SPAL-Carpi    | 1-1   | 3-1   |
| 1932-1933 | Prima Divisione   | Carpi-SPAL    | 3-2   | 1-2   |
| 1936-1937 | Serie C           | SPAL-Carpi    | 2-1   | 0-2   |
| 1937-1938 | Serie C           | Carpi-SPAL    | 0-0   | 1-5   |
| 1939-1940 | Serie C           | Ferrara-Carpi | 3-3   | 0-0   |

| Stagione  | Competizione             | Incontro   | A / R | A / R |
| --------- | ------------------------ | ---------- | ----- | ----- |
| 1991-1992 | Serie C1                 | Carpi-SPAL | 1-1   | 0-2   |
| 1993-1994 | Serie C1                 | Carpi-SPAL | 0-1   | 0-2   |
| 1994-1995 | Serie C1                 | SPAL-Carpi | 3-0   | 1-1   |
| 1995-1996 | Serie C1                 | SPAL-Carpi | 1-1   | 1-1   |
| 1996-1997 | Serie C1                 | Carpi-SPAL | 3-2   | 0-1   |
| 1998-1999 | Serie C1                 | Carpi-SPAL | 1-4   | 0-1   |
| 2011-2012 | Lega Pro Prima Divisione | Carpi-SPAL | 1-0   | 2-2   |
| 2016-2017 | Serie B                  | SPAL-Carpi | 3-1   | 4-1   |
| 2024-2025 | Serie C                  | SPAL-Carpi | 2-1   | 0-1   |

### Parma-Carpi

#### I precedenti in gare ufficiali
(Statistiche aggiornate al febbraio 2018)
| Livello               | Competizione          | Incontri | Vittorie Parma | Pareggi | Vittorie Carpi | Gol Parma | Gol Carpi |
| --------------------- | --------------------- | -------- | -------------- | ------- | -------------- | --------- | --------- |
| 1°                    | Prima Categoria       | 2        | 2              | 0       | 0              | 9         | 1         |
| 2°                    | Seconda Categoria     | 4        | 2              | 1       | 1              | 5         | 3         |
| 2°                    | Serie B               | 2        | 1              | 0       | 1              | 3         | 3         |
| 3°                    | Prima Divisione       | 6        | 3              | 0       | 3              | 9         | 8         |
| 3°                    | Serie C               | 4        | 3              | 0       | 1              | 12        | 4         |
| 4°                    | Serie D               | 6        | 1              | 3       | 2              | 3         | 4         |
| Totale nei campionati | Totale nei campionati | 24       | 12             | 4       | 8              | 41        | 23        |
| Coppa Italia          | Coppa Italia          | 1        | 1              | 0       | 0              | 3         | 2         |
|                       | TOTALE                | 25       | 13             | 4       | 8              | 44        | 25        |

#### Lista dei risultati
| Stagione  | Competizione      | Incontro       | A / R | A / R |
| --------- | ----------------- | -------------- | ----- | ----- |
| 1920-1921 | Prima Categoria   | Carpi-Parma    | 1-3   | 0-6   |
| 1924-1925 | Seconda Divisione | Parma-Carpi    | 4-1   | 0-2   |
| 1926-1927 | Seconda Divisione | Carpi-Parma    | 0-1   | 0-0   |
| 1932-1933 | Prima Divisione   | Carpi-Parma    | 3-1   | 0-1   |
| 1933-1934 | Prima Divisione   | Parma-Carpi    | 3-0   | 1-2   |
| 1934-1935 | Prima Divisione   | Parma-Carpi    | 3-2   | 0-1   |
| 1938-1939 | Serie C           | Parma-Carpi    | 3-1   | 1-2   |
| 1938-1939 | Coppa Italia      | Carpi-Parma    | 2-3   | 2-3   |
| 1942-1943 | Serie C           | Parma-Carpi    | 5-0   | 3-1   |
| 1966-1967 | Serie D           | Parma-Carpi    | 1-2   | 0-1   |
| 1968-1969 | Serie D           | Carpi-Parma    | 0-0   | 0-1   |
| 1969-1970 | Serie D           | Parmense-Carpi | 0-0   | 1-1   |
| 2017-2018 | Serie B           | Carpi-Parma    | 2-1   | 1-2   |

### Carpi-Modena
Rivalità della provincia di Modena dovuto non solo alla vicinanza delle due città, ma anche dalla storica amicizia Carpi - Bologna.

#### I precedenti in gare ufficiali
Statistiche aggiornate al 7 marzo 2021
| Livello                         | Competizione                    | Incontri | Vittorie Carpi | Pareggi | Vittorie Modena | Gol Carpi | Gol Modena |
| ------------------------------- | ------------------------------- | -------- | -------------- | ------- | --------------- | --------- | ---------- |
| 1°                              | Prima Categoria                 | 4        | 0              | 0       | 4               | 1         | 17         |
| 1°                              | Divisione Nazionale             | 4        | 1              | 2       | 1               | 3         | 2          |
| 2°                              | Serie B                         | 4        | 3              | 1       | 0               | 8         | 5          |
| 3°                              | Serie C                         | 5        | 1              | 0       | 4               | 5         | 6          |
| 3°                              | Serie C1                        | 12       | 4              | 2       | 6               | 7         | 10         |
| 4°                              | Serie C2                        | 2        | 0              | 0       | 2               | 0         | 3          |
| Totale nei campionati           | Totale nei campionati           | 31       | 9              | 5       | 17              | 24        | 43         |
| Coppa Italia Semiprofessionisti | Coppa Italia Semiprofessionisti | 8        | 2              | 5       | 1               | 4         | 3          |
| Coppa Italia Serie C            | Coppa Italia Serie C            | 3        | 0              | 2       | 1               | 1         | 2          |
| TOTALE                          | TOTALE                          | 42       | 11             | 12      | 19              | 29        | 48         |

#### Lista dei risultati
| Stagione  | Competizione                    | Incontro     | A / R        | A / R |
| --------- | ------------------------------- | ------------ | ------------ | ----- |
| 1919-1920 | Prima Categoria                 | Modena-Carpi | 6-0          | 3-0   |
| 1920-1921 | Prima Categoria                 | Carpi-Modena | 1-2          | 0-6   |
| 1944      | Divisione Nazionale             | Carpi-Modena | 0-0          | 1-1   |
| 1944      | Semifinali regionali            | Modena-Carpi | 0-2 (a tav.) | 1-0   |
| 1973-1974 | Coppa Italia Semiprofessionisti | Carpi-Modena | 1-1          | 0-0   |
| 1974-1975 | Serie C                         | Modena-Carpi | 1-0          | 2-1   |
| 1974-1975 | Coppa Italia Semiprofessionisti | Modena-Carpi | 0-0          | 0-0   |
| 1978-1979 | Coppa Italia Semiprofessionisti | Carpi-Modena | 1-0          | 1-0   |
| 1979-1980 | Serie C2                        | Carpi-Modena | 0-1          | 0-2   |
| 1979-1980 | Coppa Italia Semiprofessionisti | Modena-Carpi | 1-0          | 1-1   |
| 1989-1990 | Serie C1                        | Carpi-Modena | 1-1          | 0-1   |

| Stagione  | Competizione         | Incontro     | A / R | A / R |
| --------- | -------------------- | ------------ | ----- | ----- |
| 1994-1995 | Serie C1             | Modena-Carpi | 1-0   | 0-2   |
| 1995-1996 | Serie C1             | Modena-Carpi | 1-0   | 0-1   |
| 1995-1996 | Coppa Italia Serie C | Modena-Carpi | 1-1   | 0-0   |
| 1996-1997 | Serie C1             | Carpi-Modena | 1-0   | 2-1   |
| 1997-1998 | Serie C1             | Carpi-Modena | 0-2   | 0-2   |
| 1998-1999 | Serie C1             | Modena-Carpi | 1-0   | 0-0   |
| 1998-1999 | Coppa Italia Serie C | Carpi-Modena | 0-1   | 0-1   |
| 2013-2014 | Serie B              | Modena-Carpi | 2-3   | 2-2   |
| 2014-2015 | Serie B              | Carpi-Modena | 1-0   | 2-1   |
| 2019-2020 | Serie C              | Carpi-Modena | 0-1   | -     |
| 2020-2021 | Serie C              | Modena-Carpi | 2-1   | 0-3   |

### Modena-Sassuolo
Accesa rivalità provinciale scoppiata in tempi recenti con l'approdo del Sassuolo in Serie B, che ha portato i "neroverdi" a condividere lo stadio Alberto Braglia, storica casa del Modena, assieme ai "canarini".

#### I precedenti in gare ufficiali
Statistiche aggiornate al 12 aprile 2025
| Livello               | Competizione          | Incontri | Vittorie Modena | Pareggi | Vittorie Sassuolo | Gol Modena | Gol Sassuolo |
| --------------------- | --------------------- | -------- | --------------- | ------- | ----------------- | ---------- | ------------ |
| 2°                    | Serie B               | 12       | 2               | 5       | 5                 | 10         | 19           |
| Totale nei campionati | Totale nei campionati | 12       | 2               | 5       | 5                 | 10         | 19           |
| Coppa Italia          | Coppa Italia          | 2        | 1               | 0       | 1                 | 3          | 4            |
| Coppa Italia Serie C  | Coppa Italia Serie C  | 8        | 5               | 2       | 1                 | 13         | 6            |
| TOTALE                | TOTALE                | 22       | 8               | 7       | 7                 | 26         | 29           |

#### Lista dei risultati
| Stagione  | Competizione         | Incontro        | A / R | A / R        |
| --------- | -------------------- | --------------- | ----- | ------------ |
| 1984-1985 | Coppa Italia Serie C | Sassuolo-Modena | 0-1   | 0-3          |
| 1985-1986 | Coppa Italia Serie C | Sassuolo-Modena | 0-1   | 0-1          |
| 1998-1999 | Coppa Italia Serie C | Sassuolo-Modena | 1-1   | 2-1 (d.t.s.) |
| 1999-2000 | Coppa Italia Serie C | Modena-Sassuolo | 2-2   | 2-2          |
| 2000-2001 | Coppa Italia Serie C | Sassuolo-Modena | 1-3   | 1-3          |
| 2008-2009 | Serie B              | Sassuolo-Modena | 3-0   | 0-2          |
| 2009-2010 | Serie B              | Sassuolo-Modena | 0-0   | 1-1          |

| Stagione  | Competizione | Incontro        | A / R | A / R |
| --------- | ------------ | --------------- | ----- | ----- |
| 2010-2011 | Serie B      | Modena-Sassuolo | 1-1   | 1-1   |
| 2011-2012 | Serie B      | Modena-Sassuolo | 2-5   | 0-0   |
| 2012-2013 | Serie B      | Sassuolo-Modena | 2-0   | 1-2   |
| 2015-2016 | Coppa Italia | Sassuolo-Modena | 2-0   | 2-0   |
| 2022-2023 | Coppa Italia | Modena-Sassuolo | 3-2   | 3-2   |
| 2024-2025 | Serie B      | Sassuolo-Modena | 2-0   | 3-1   |

### Reggiana-Sassuolo
Rivalità sentita soprattutto a livello campanilistico, piuttosto che in campo o tra le tifoserie, emersa negli anni dieci del 2000 in seguito alla nota vicenda dell'avvicendamento tra proprietà dello stadio di Reggio Emilia.
La maggior parte degli incontri è avvenuta in Coppa Italia Serie C.

#### I precedenti in gare ufficiali
Statistiche aggiornate al 30 marzo 2025
| Livello               | Competizione          | Incontri | Vittorie Reggiana | Pareggi | Vittorie Sassuolo | Gol Reggiana | Gol Sassuolo |
| --------------------- | --------------------- | -------- | ----------------- | ------- | ----------------- | ------------ | ------------ |
| 2°                    | Serie B               | 2        | 0                 | 0       | 2                 | 1            | 7            |
| 4°                    | Serie C2              | 2        | 0                 | 0       | 2                 | 0            | 2            |
| Totale nei campionati | Totale nei campionati | 4        | 0                 | 0       | 4                 | 1            | 9            |
| Coppa Italia          | Coppa Italia          | 1        | 0                 | 0       | 1                 | 0            | 1            |
| Coppa Italia Serie C  | Coppa Italia Serie C  | 7        | 3                 | 2       | 2                 | 15           | 8            |
| TOTALE                | TOTALE                | 12       | 3                 | 2       | 7                 | 16           | 22           |

#### Lista dei risultati
| Stagione  | Competizione         | Incontro          | A / R | A / R |
| --------- | -------------------- | ----------------- | ----- | ----- |
| 1988-1989 | Coppa Italia Serie C | Reggiana-Sassuolo | 4-0   | 1-1   |
| 2000-2001 | Coppa Italia Serie C | Sassuolo-Reggiana | 1-1   | 1-1   |
| 2002-2003 | Coppa Italia Serie C | Sassuolo-Reggiana | 1-0   | 1-0   |
| 2003-2004 | Coppa Italia Serie C | Reggiana-Sassuolo | 4-1   | 4-1   |
| 2004-2005 | Coppa Italia Serie C | Sassuolo-Reggiana | 2-1   | 2-1   |
| 2005-2006 | Serie C2             | Sassuolo-Reggiana | 1-0   | 1-0   |
| 2007-2008 | Coppa Italia Serie C | Reggiana-Sassuolo | 4-2   | 4-2   |
| 2008-2009 | Coppa Italia         | Sassuolo-Reggiana | 1-0   | 1-0   |
| 2024-2025 | Serie B              | Reggiana-Sassuolo | 0-2   | 1-5   |

### Cesena-SPAL
Sfida sentita da entrambe le compagini e spesso foriera di scontri tra tifosi.

#### I precedenti in gare ufficiali
(Statistiche aggiornate al 2018)
| Livello               | Competizione             | Incontri | Vittorie Cesena | Pareggi | Vittorie SPAL | Gol Cesena | Gol SPAL |
| --------------------- | ------------------------ | -------- | --------------- | ------- | ------------- | ---------- | -------- |
| 2°                    | Serie B-C Alta Italia    | 2        | 1               | 1       | 0             | 3          | 1        |
| 2°                    | Serie B                  | 14       | 3               | 6       | 5             | 14         | 17       |
| 3°                    | Serie C1                 | 8        | 1               | 4       | 3             | 7          | 10       |
| 3°                    | Lega Pro Prima Divisione | 2        | 2               | 0       | 0             | 3          | 1        |
| Totale nei campionati | Totale nei campionati    | 26       | 7               | 11      | 8             | 27         | 29       |
| Coppa Italia          | Coppa Italia             | 2        | 2               | 0       | 0             | 5          | 1        |
| TOTALE                | TOTALE                   | 28       | 9               | 11      | 8             | 32         | 30       |

#### Lista dei risultati
| Stagione  | Competizione          | Incontro    | A / R | A / R |
| --------- | --------------------- | ----------- | ----- | ----- |
| 1945-1946 | Serie B-C Alta Italia | SPAL-Cesena | 0-0   | 1-3   |
| 1946-1947 | Serie B               | Cesena-SPAL | 1-0   | 0-1   |
| 1968-1969 | Serie B               | SPAL-Cesena | 3-2   | 0-1   |
| 1978-1979 | Serie B               | SPAL-Cesena | 1-0   | 2-1   |
| 1979-1980 | Serie B               | Cesena-SPAL | 3-3   | 0-0   |
| 1980-1981 | Serie B               | Cesena-SPAL | 3-2   | 1-1   |
| 1986-1987 | Coppa Italia          | Cesena-SPAL | 1-0   | 1-0   |
| 1987-1988 | Coppa Italia          | SPAL-Cesena | 1-4   | 1-4   |

| Stagione  | Competizione             | Incontro    | A / R | A / R |
| --------- | ------------------------ | ----------- | ----- | ----- |
| 1992-1993 | Serie B                  | Cesena-SPAL | 1-1   | 0-0   |
| 2000-2001 | Serie C1                 | SPAL-Cesena | 1-1   | 2-3   |
| 2001-2002 | Serie C1                 | SPAL-Cesena | 2-0   | 3-2   |
| 2002-2003 | Serie C1                 | SPAL-Cesena | 0-0   | 0-0   |
| 2003-2004 | Serie C1                 | Cesena-SPAL | 1-1   | 0-1   |
| 2008-2009 | Lega Pro Prima Divisione | Cesena-SPAL | 2-1   | 1-0   |
| 2016-2017 | Serie B                  | Cesena-SPAL | 1-1   | 0-2   |

### Cesena-Rimini
Detto Derby di Romagna, è il derby romagnolo per eccellenza, si è disputato, per la maggior parte degli incontri, in Serie C. Negli anni '50 ha conosciuto anche le categorie minori. Disputato anche in Serie B alla fine degli anni '70 e a metà degli anni 2000.

#### I precedenti in gare ufficiali
Statistiche aggiornate a febbraio 2024.
| Livello               | Competizione              | Incontri | Vittorie Cesena | Pareggi | Vittorie Rimini | Gol Cesena | Gol Rimini |
| --------------------- | ------------------------- | -------- | --------------- | ------- | --------------- | ---------- | ---------- |
| 2°                    | Serie B                   | 12       | 2               | 7       | 3               | 12         | 15         |
| 3°                    | Serie C                   | 31       | 12+?            | 7+?     | 4+?             | 27+?       | 14+?       |
| 3°                    | Serie C1                  | 2        | 1               | 0       | 1               | 3          | 3          |
| 4°                    | Promozione Interregionale | 2        | ?               | ?       | ?               | ?          | ?          |
| 4°                    | Interregionale II Serie   | 2        | ?               | ?       | ?               | ?          | ?          |
| 4°                    | IV Serie                  | 2        | ?               | ?       | ?               | ?          | ?          |
| 5°                    | Promozione Emilia Romagna | 6        | ?               | ?       | ?               | ?          | ?          |
| Totale nei campionati | Totale nei campionati     | 57       | 15+?            | 14+?    | 8+?             | 42+?       | 32+?       |
| Coppa Italia          | Coppa Italia              | 1        | 0               | 1       | 1               | 2          | 2          |
| Coppa Italia Serie C  | Coppa Italia Serie C      | 6        | 3               | 1       | 2               | 10         | 8          |
| TOTALE                | TOTALE                    | 64       | 18+?            | 16+?    | 11+?            | 54+?       | 42+?       |

#### Lista dei risultati
| Stagione  | Competizione              | Incontro      | A / R | A / R |
| --------- | ------------------------- | ------------- | ----- | ----- |
| 1941-1942 | Serie C                   | Rimini-Cesena | 1-3   | 1-2   |
| 1942-1943 | Serie C                   | Cesena-Rimini | 3-0   | 0-1   |
| 1947-1948 | Serie C                   | Rimini-Cesena | 4-1   | 0-2   |
| 1948-1949 | Serie C                   | Cesena-Rimini | 2-1   | 0-3   |
| 1949-1950 | Serie C                   | Rimini-Cesena | 0-2   | 1-3   |
| 1950-1951 | Serie C                   | Cesena-Rimini | 1-2   | 1-1   |
| 1951-1952 | Promozione Interregionale | Cesena-Rimini | 3-1   | 2-1   |
| 1952-1953 | Promozione Emilia Romagna | Cesena-Rimini | 2-1   | 1-0   |
| 1955-1956 | Promozione Emilia Romagna | Cesena-Rimini | 3-1   | 1-1   |
| 1956-1957 | Promozione Emilia Romagna | Cesena-Rimini | 0-0   | 2-2   |
| 1957-1958 | Interregionale II Serie   | Cesena-Rimini | 0-2   | 1-2   |
| 1958-1959 | IV Serie                  | Cesena-Rimini | 1-0   | 1-2   |
| 1960-1961 | Serie C                   | Rimini-Cesena | 1-2   | 1-1   |
| 1961-1962 | Serie C                   | Rimini-Cesena | 1-1   | 0-0   |
| 1962-1963 | Serie C                   | Rimini-Cesena | 2-0   | 1-2   |
| 1963-1964 | Serie C                   | Cesena-Rimini | 0-1   | 0-1   |
| 1964-1965 | Serie C                   | Rimini-Cesena | 0-3   | 0-0   |

| Stagione  | Competizione         | Incontro        | A / R | A / R |
| --------- | -------------------- | --------------- | ----- | ----- |
| 1965-1966 | Serie C              | Cesena-Rimini   | 0-0   | 0-0   |
| 1966-1967 | Serie C              | Rimini-Cesena   | 0-1   | 0-2   |
| 1967-1968 | Serie C              | Cesena-Rimini   | 2-1   | 2-1   |
| 1977-1978 | Serie B              | Rimini - Cesena | 1-1   | 1-1   |
| 1978-1979 | Serie B              | Rimini - Cesena | 0-0   | 0-1   |
| 1980-1981 | Serie B              | Cesena - Rimini | 2-2   | 1-1   |
| 1980-1981 | Coppa Italia         | Cesena - Rimini | 2-2   | 2-2   |
| 1997-1998 | Coppa Italia Serie C | Rimini - Cesena | 3-2   | 0-1   |
| 2001-2002 | Coppa Italia Serie C | Cesena - Rimini | 3-1   | 3-1   |
| 2002-2003 | Coppa Italia Serie C | Cesena - Rimini | 1-1   | 1-1   |
| 2003-2004 | Serie C1             | Rimini - Cesena | 1-0   | 2-3   |
| 2005-2006 | Serie B              | Cesena - Rimini | 2-1   | 1-1   |
| 2006-2007 | Serie B              | Cesena - Rimini | 1-1   | 0-1   |
| 2007-2008 | Serie B              | Rimini - Cesena | 4-1   | 2-1   |
| 2019-2020 | Serie C              | Rimini - Cesena | 1-1   | -     |
| 2019-2020 | Coppa Italia Serie C | Rimini - Cesena | 1-2   | 1-2   |
| 2022-2023 | Serie C              | Rimini-Cesena   | 0-1   | 0-1   |
| 2022-2023 | Coppa Italia Serie C | Rimini - Cesena | 2-1   | 2-1   |

### Bologna-Rimini

#### I precedenti in gare ufficiali
(Statistiche aggiornate al 2018)
| Livello               | Competizione          | Incontri | Vittorie Bologna | Pareggi | Vittorie Rimini | Gol Bologna | Gol Rimini |
| --------------------- | --------------------- | -------- | ---------------- | ------- | --------------- | ----------- | ---------- |
| 2°                    | Serie B               | 6        | 3                | 2       | 1               | 7           | 5          |
| 3°                    | Serie C1              | 2        | 0                | 1       | 1               | 0           | 1          |
| Totale nei campionati | Totale nei campionati | 8        | 3                | 3       | 2               | 7           | 6          |

#### Lista dei risultati
| Stagione  | Competizione | Incontro       | A / R | A / R |
| --------- | ------------ | -------------- | ----- | ----- |
| 1983-1984 | Serie C1     | Bologna-Rimini | 0-1   | 0-0   |
| 2005-2006 | Serie B      | Bologna-Rimini | 1-0   | 3-1   |
| 2006-2007 | Serie B      | Bologna-Rimini | 1-3   | 0-0   |
| 2007-2008 | Serie B      | Bologna-Rimini | 0-0   | 2-1   |

### Cesena-Ravenna
Derby romagnolo caratterizzato da una accesa rivalità fra le due tifoserie, sfociata in passato in alcuni scontri, che ha visto il suo splendore negli anni '60 quando entrambe le squadre si trovavano in Serie C. Ha conosciuto anche la Serie B negli anni 90.

#### I precedenti in gare ufficiali
(Statistiche aggiornate al 15 Novembre 2020)
| Livello               | Competizione             | Incontri | Vittorie Cesena | Pareggi | Vittorie Ravenna | Gol Cesena | Gol Ravenna |
| --------------------- | ------------------------ | -------- | --------------- | ------- | ---------------- | ---------- | ----------- |
| 2°                    | Serie B                  | 8        | 2               | 3       | 3                | 8          | 9           |
| 3°                    | Serie C                  | 25       | 12              | 7       | 6                | 35         | 22          |
| 3°                    | Lega Pro Prima Divisione | 2        | 1               | 0       | 1                | 4          | 4           |
| 5°                    | Promozione               | 2        | 0               | 0       | 2                | 1          | 3           |
| Totale nei campionati | Totale nei campionati    | 37       | 15              | 10      | 12               | 48         | 38          |
| Coppa Italia          | Coppa Italia             | 1        | 1               | 0       | 0                | 1          | 0           |
| TOTALE                | TOTALE                   | 38       | 16              | 10      | 12               | 49         | 38          |

#### Lista dei risultati
| Stagione  | Competizione | Incontro             | A / R | A / R |
| --------- | ------------ | -------------------- | ----- | ----- |
| 1941-1942 | Serie C      | Ravenna-Cesena       | 1-0   | 1-2   |
| 1942-1943 | Serie C      | Ravenna-Cesena       | 1-0   | 2-3   |
| 1947-1948 | Serie C      | Edera Ravenna-Cesena | 1-1   | 0-1   |
| 1954-1955 | Promozione   | Sarom Ravenna-Cesena | 2-1   | 1-0   |
| 1960-1961 | Serie C      | Sarom Ravenna-Cesena | 3-2   | 1-1   |
| 1961-1962 | Serie C      | Cesena-Sarom Ravenna | 1-0   | 1-0   |
| 1962-1963 | Serie C      | Cesena-Sarom Ravenna | 2-0   | 1-0   |
| 1963-1964 | Serie C      | Sarom Ravenna-Cesena | 1-0   | 1-1   |
| 1964-1965 | Serie C      | Cesena-Ravenna       | 1-1   | 0-1   |
| 1965-1966 | Serie C      | Ravenna-Cesena       | 0-3   | 1-1   |

| Stagione  | Competizione             | Incontro       | A / R | A / R |
| --------- | ------------------------ | -------------- | ----- | ----- |
| 1966-1967 | Serie C                  | Cesena-Ravenna | 3-1   | 1-3   |
| 1967-1968 | Serie C                  | Ravenna-Cesena | 0-2   | 0-1   |
| 1993-1994 | Coppa Italia             | Ravenna-Cesena | 0-1   | 0-1   |
| 1996-1997 | Serie B                  | Ravenna-Cesena | 2-0   | 0-2   |
| 1998-1999 | Serie B                  | Ravenna-Cesena | 2-1   | 2-4   |
| 1999-2000 | Serie B                  | Cesena-Ravenna | 0-0   | 0-2   |
| 2007-2008 | Serie B                  | Cesena-Ravenna | 1-1   | 0-0   |
| 2008-2009 | Lega Pro Prima Divisione | Ravenna-Cesena | 2-1   | 2-3   |
| 2019-2020 | Serie C                  | Ravenna-Cesena | 1-1   | -     |
| 2020-2021 | Serie C                  | Cesena-Ravenna | 4-0   | 2-2   |

### Cesena-Carpi

#### I precedenti in gare ufficiali
(Statistiche aggiornate al maggio 2021)
| Livello               | Competizione          | Incontri | Vittorie Cesena | Pareggi | Vittorie Carpi | Gol Cesena | Gol Carpi |
| --------------------- | --------------------- | -------- | --------------- | ------- | -------------- | ---------- | --------- |
| 2°                    | Serie B               | 6        | 4               | 1       | 1              | 10         | 5         |
| 3°                    | Serie C               | 6        | 3               | 0       | 3              | 6          | 7         |
| 3°                    | Serie C1              | 2        | 1               | 1       | 0              | 3          | 2         |
| Totale nei campionati | Totale nei campionati | 14       | 8               | 2       | 4              | 19         | 14        |

#### Lista dei risultati
| Stagione  | Competizione | Incontro     | A / R | A / R |
| --------- | ------------ | ------------ | ----- | ----- |
| 1965-1966 | Serie C      | Cesena-Carpi | 1-0   | 1-0   |
| 1997-1998 | Serie C1     | Cesena-Carpi | 2-1   | 1-1   |
| 2013-2014 | Serie B      | Cesena-Carpi | 4-1   | 2-1   |
| 2016-2017 | Serie B      | Cesena-Carpi | 1-0   | 2-1   |
| 2017-2018 | Serie B      | Carpi-Cesena | 2-1   | 0-0   |
| 2019-2020 | Serie C      | Carpi-Cesena | 4-1   | 1-0   |
| 2020-2021 | Serie C      | Carpi-Cesena | 2-0   | 0-3   |

### Rimini-Parma

#### Lista dei risultati
| Stagione  | Competizione    | Incontro              | A / R | A / R |
| --------- | --------------- | --------------------- | ----- | ----- |
| 1933-1934 | Prima Divisione | Libertas Rimini-Parma | 3-3   | 2-4   |
| 1934-1935 | Prima Divisione | Libertas Rimini-Parma | 1-1   | 0-6   |
| 1949-1950 | Serie C         | Parma-Rimini          | 3-0   | 2-1   |
| 1950-1951 | Serie C         | Rimini-Parma          | 3-1   | 0-1   |
| 1971-1972 | Serie C         | Rimini-Parma          | 0-1   | 0-0   |
| 1975-1976 | Serie C         | Parma-Rimini          | 0-1   | 1-2   |
| 1982-1983 | Serie C1        | Rimini-Parma          | 3-1   | 0-1   |
| 1983-1984 | Serie C1        | Rimini-Parma          | 0-1   | 1-3   |
| 1985-1986 | Serie C1        | Parma-Rimini          | 2-0   | 0-0   |
| 2008-2009 | Serie B         | Parma-Rimini          | 1-1   | 0-0   |

### Rimini-Ravenna
È denominato Derby della Riviera romagnola.

### Piacenza-SPAL

#### Lista dei risultati
| Stagione  | Competizione                | Incontro      | A / R | A / R |
| --------- | --------------------------- | ------------- | ----- | ----- |
| 1919-1920 | Promozione                  | Piacenza-SPAL | 4-0   | 3-0   |
| 1921-1922 | Prima Categoria-Fase Finale | SPAL-Piacenza | 4-0   | 2-2   |
| 1925-1926 | Seconda Divisione           | Piacenza-SPAL | 0-2   | 0-4   |
| 1932-1933 | Prima Divisione             | SPAL-Piacenza | 4-0   | 2-1   |
| 1946-1947 | Serie B                     | Piacenza-SPAL | 1-1   | 0-2   |
| 1947-1948 | Serie B                     | SPAL-Piacenza | 2-0   | 1-2   |
| 1975-1976 | Serie B                     | Piacenza-SPAL | 1-0   | 1-2   |
| 1982-1983 | Serie C2                    | SPAL-Piacenza | 1-1   | 0-1   |
| 1982-1983 | Coppa Italia Serie C        | Piacenza-SPAL | 1-1   | 0-2   |
| 1984-1985 | Serie C1                    | SPAL-Piacenza | 1-2   | 0-2   |
| 1985-1986 | Serie C1                    | SPAL-Piacenza | 1-0   | 1-2   |
| 1986-1987 | Serie C1                    | SPAL-Piacenza | 1-0   | 1-2   |
| 1992-1993 | Serie B                     | SPAL-Piacenza | 0-0   | 0-1   |
| 1994-1995 | Coppa Italia                | SPAL-Piacenza | 0-1   | 0-1   |

## Altri derby rilevanti

### Piacenza-Pro Piacenza

#### Lista dei risultati
| Stagione  | Competizione | Incontro              | A / R     | A / R        |
| --------- | ------------ | --------------------- | --------- | ------------ |
| 2013-2014 | Serie D      | Pro Piacenza-Piacenza | 0-0       | 1-0          |
| 2016-2017 | Lega Pro     | Pro Piacenza-Piacenza | 0-1       | 0-4          |
| 2017-2018 | Serie C      | Pro Piacenza-Piacenza | 1-1       | 0-2          |
| 2018-2019 | Serie C      | Piacenza-Pro Piacenza | ̶3-̶1̶(ann.) | 3-0 (a tav.) |

### Annotazioni
1. ↑  Di cui uno finito ai rigori 5-4 per la SPAL.
2. ↑  Non fu mai disputata.
3. 1 2 3 4  Campionato sospeso in seguito all'emergenza Coronavirus.
4. ↑  Non sono inclusi risultati delle partite disputate nei campionati dilettantistici.
5. ↑  Vittoria del Modena per sorteggio tramite lancio della monetina.
6. ↑  La partita fu disputata il 30 novembre 1919 e finì 2-1 per la Reggiana. Tuttavia, venne annullata per errore tecnico dell'arbitro. Fu ripetuta il 28 dicembre 1919: questa volta finì in parità (1-1).
7. ↑  Gara inizialmente giocata, ma infine annullata a causa dell'esclusione finale dal campionato della Pro Piacenza manifestatasi nella 27ª giornata.
8. ↑  Gara dapprima rinviata a causa della momentanea sospensione dal campionato della Pro Piacenza e poi riprogrammata nel giorno prestabilito in seguito alla riammissione di quest'ultima (essendo la riammissione avvenuta prima della giornata correlata a questo match), tuttavia alla fine non disputata e assegnata per 3-0 a tavolino a favore della squadra avversaria dal Giudice Sportivo, in seguito all'esclusione finale dal campionato della Pro Piacenza manifestatasi nella 27ª giornata.

### Fonti
1. 1 2   Archivio Campionati, su parma1913.com. URL consultato il 25 aprile 2018.
2. 1 2   Tabellini Coppa Italia Semiprofessionisti, su storiadellareggiana.it. URL consultato il 25 aprile 2018.
3. 1 2 3   Cronologia Stagioni, su storiapiacenza1919.it. URL consultato il 25 aprile 2018.
4. ↑   Spal-Reggiana: un arresto e 24 denunce per incidenti, su sport.repubblica.it, 28 agosto 2003. URL consultato il 15 aprile 2017.
5. ↑   Reggiana Campionato Promozione 1919-20 (PDF), su tecnograf.biz.
6. ↑   Scontri tra carpigiani e spallini, su gazzettadimodena.gelocal.it, 6 novembre 2016. URL consultato il 25 aprile 2018.
7. ↑   Tifosi condannati e assolti dopo gli scontri di 7 anni fa, su lanuovaferrara.gelocal.it, 13 ottobre 2015. URL consultato il 22 maggio 2019.
8. ↑   U. Bentivogli e A.Burioli, Cesena Ravenna, derby in dieci voci, in La Gazzetta dello Sport, 23 ottobre 1999. URL consultato il 22 febbraio 2024.
9. ↑   Comunicato Ufficiale N. 191/DIV del 18 Febbraio 2019 (PDF), su lega-pro.com.